# Histoire du Valais
Vous lisez un « bon article » labellisé en 2010.

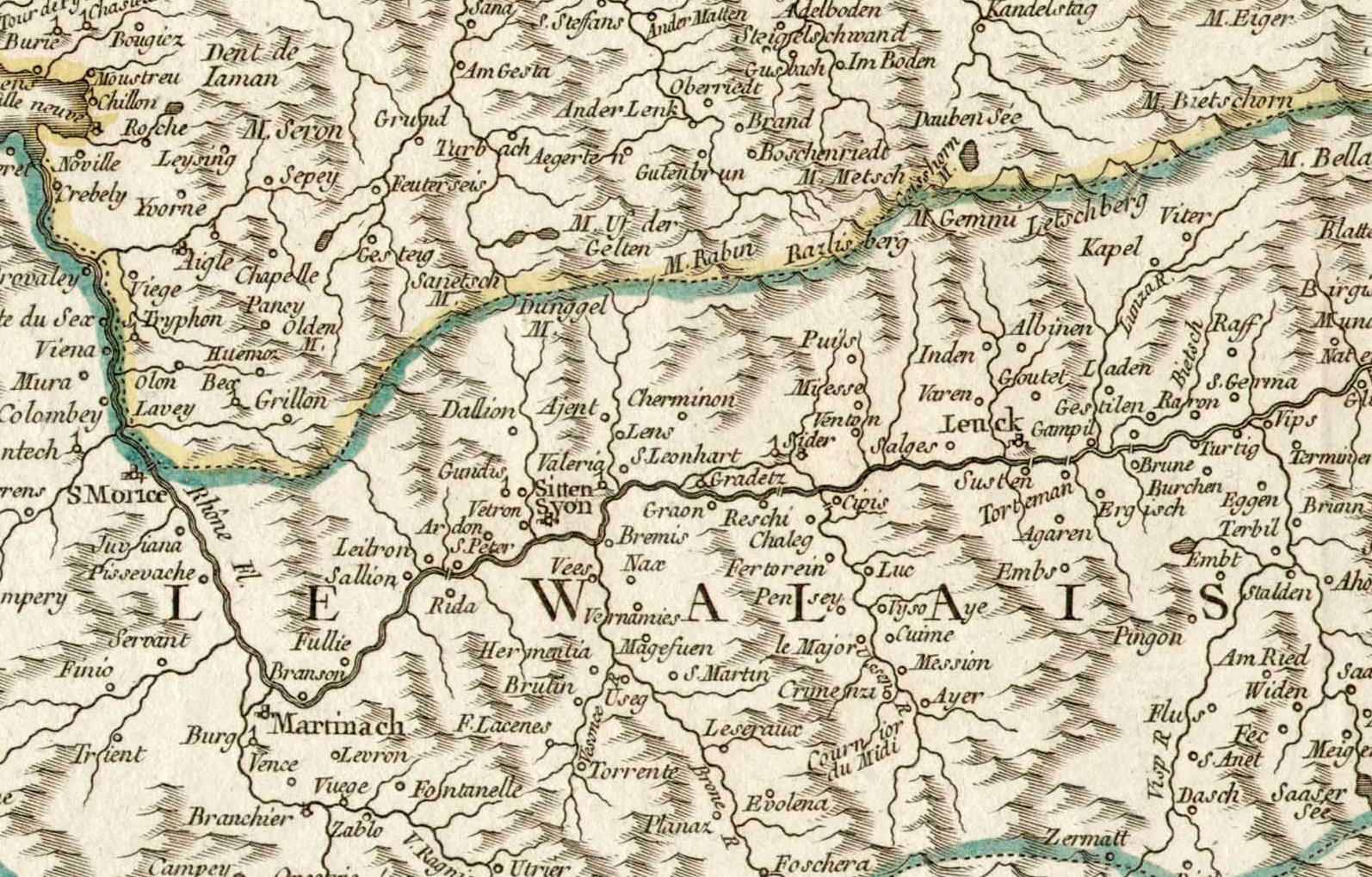
Carte du Valais de 1756.

Occupé dès la Préhistoire, le territoire du canton du Valais voit se développer une civilisation originale lors de l'Âge du bronze. Dès le IVe siècle av. J.-C., quatre tribus celtes se partagent son territoire, incorporé par Auguste dans l'Empire romain. Le Valais gallo-romain, situé sur l'importante route du Grand-Saint-Bernard est prospère. Le christianisme y est attesté dès 377 et un évêché est sis à Martigny au plus tard en 381.

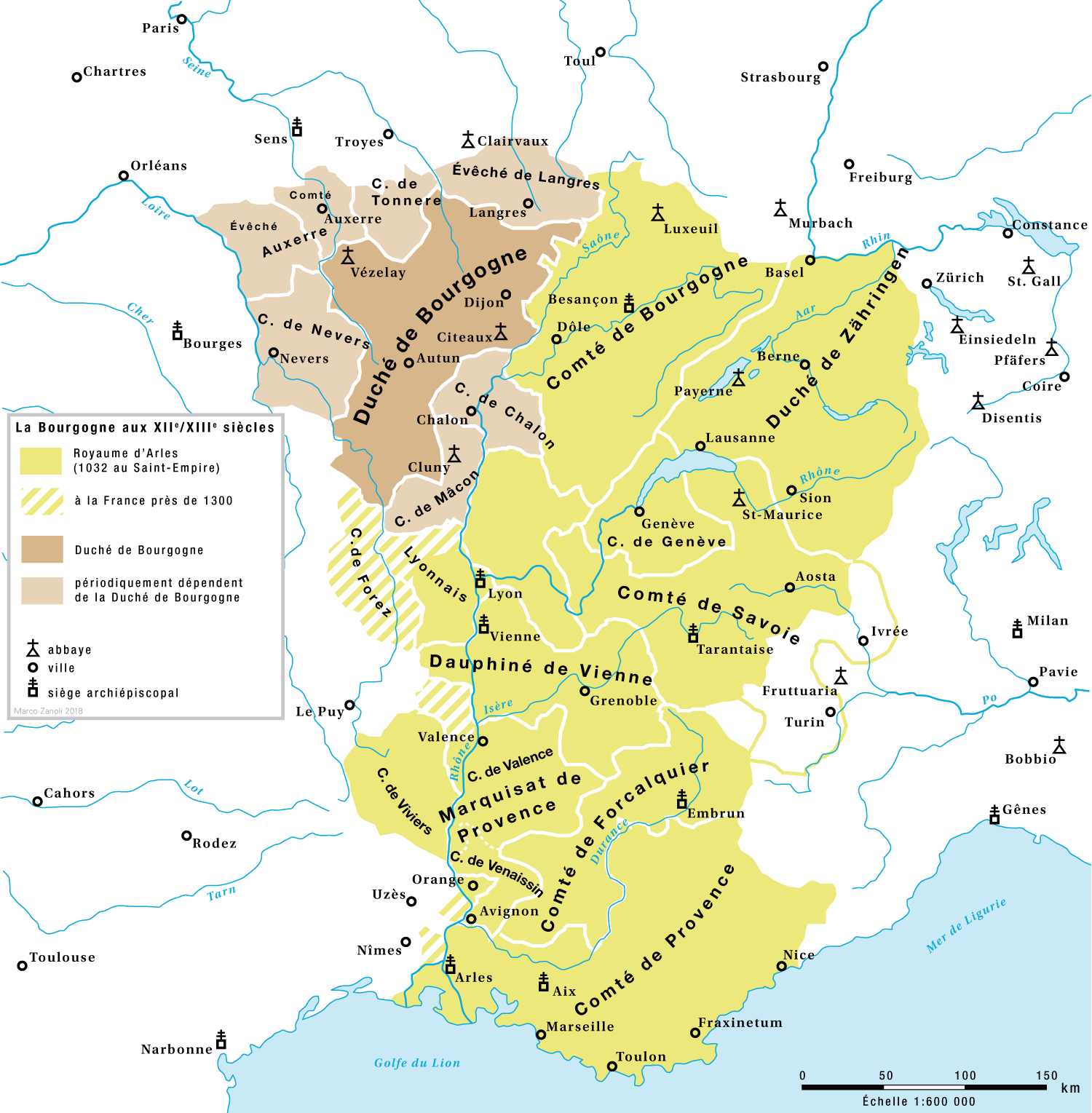
Le royaume d'Arles et le duché de Bourgogne au XII.

À la chute de l'Empire, la région devient burgonde avant d'être intégrée avec celui-ci dans le royaume franc carolingien. À sa disparition, il fait partie du royaume de Bourgogne transjurane dont l'abbaye de Saint-Maurice d'Agaune est le centre religieux. Le comté du Valais devient propriété de l'évêque en 999, sur donation de Rodolphe III de Bourgogne et, au XIe siècle, il passe au Saint-Empire romain germanique et la féodalité le fragmente en de nombreuses seigneuries et territoires. La partie amont du territoire se germanise en vagues successives entre les IXe et XIVe siècles ; parallèlement l'influence des comtes, puis ducs, de Savoie augmente dans le Bas-Valais. Devenu allié des cantons suisses à la fin du XIVe siècle, la frontière est fixée à la Morge de Conthey. Lors des guerres de Bourgogne, le Haut-Valais envahit les territoires savoyards et annexe le Bas jusqu'à Massongex et l'organise en pays sujet. En 1569, le Chablais valaisan est conquis, toujours au détriment de la Savoie. Le Bas-Valais reste sujet du Haut qui voit la puissance de l'évêque diminuer en faveur des Patriotes qui forment en 1634 une véritable république fédérale, la République des Sept-Dizains.
Ce n'est qu'avec la Révolution française que le Bas s'émancipe. Le Valais est ballotté entre la République helvétique (1798-1802), l'indépendance théorique (1802-1810) et l'incorporation à l'Empire (1810-1813). À la chute de Napoléon Ier, les Alliés le poussent à adhérer à la Confédération suisse en 1815 dont il devient le vingtième canton.
Toujours déchiré entre le Haut germanophone et le Bas francophone et majoritaire, il est proche de se diviser en demi-cantons (1840). Membre du Sonderbund (1845-1847), il est défait. La deuxième moitié du XIXe siècle voit le développement des transports (ferroviaires et routiers) et les débuts du tourisme alors que le début du XXe siècle voit l'industrialisation (chimie à Monthey et Viège, aluminium à Chippis) du pays et l'exploitation des ressources hydrauliques. Dès 1950 le tourisme de masse se développe et de nombreuses stations apparaissent.

## Préhistoire et protohistoire

### Paléolithique
Le Valais a été habité dès la Préhistoire. Les seules traces de Néandertaliens retrouvées, vestiges datant du Paléolithique, ont été découvertes dans la région du lac de Tanay et datent d'environ 32 000 ans. En effet, la glaciation de Würm, où de -25000 à -19000 le glacier du Rhône recouvrait l'ensemble du Valais, a probablement bouleversé irrémédiablement la plupart des traces humaines antérieures. Après le retrait glaciaire, des chasseurs-cueilleurs semblent avoir colonisé le Valais ; néanmoins, seule la grotte du Scex du Châtelard a livré quelques vestiges de ces chasseurs du paléolithique récent (-13000). En revanche, aucune trace des cultures de chasseurs-cueilleurs qui ont colonisé le reste des Alpes, à la fin du Paléolithique, vers -10000, n'a été découverte.
Du fait de l'extension du lac Léman dont la surface était à 405 m, qui à cette époque, remplissait la plaine du Rhône jusqu'à la cluse de Saint-Maurice, il semble que les rennes, et par là la culture du Magdalénien n'aient pas pénétré en Valais, bien qu'un établissement soit attesté dans le Chablais vaudois à Villeneuve.
L'abaissement du niveau du lac Léman à l'Épipaléolithique permet à l'Azilien de se répandre dans le Chablais, mais moins probablement en amont de la cluse de Saint-Maurice. Quoique aucun vestige n'ait été découvert, des camps de plaine et d'altitude, pour la chasse au bouquetin, ont dû exister.

### Mésolithique
Un abri sous roche datant du Mésolithique, vers -8000, a été fouillé dans la région de Vionnaz, associé au Sauveterrien. Des traces d'occupation humaine de la même époque ont été retrouvées près de Zermatt attestant la présence de l'homme en altitude dès cette époque reculée.

### Néolithique
Trois éléments appuient l'hypothèse d'une migration de population comme source de la Néolithisation du Valais, par opposition au phénomène d'acculturation privilégié dans les Alpes occidentales. Tout d'abord la simultanéité en Valais de la disparition des techniques du Mésolithique et de l'apparition de toutes les techniques du Néolithique : il n'y a pas d'état intermédiaire. Ensuite l'absence de la faune locale des ancêtres sauvages des espèces domestiquées, ce qui implique une importation des troupeaux. Enfin, l'absence de transition entre économies fondées sur la chasse et celles sur l'élevage. Du fait de la proximité de la céramique, on admet généralement que ce sont des pasteurs du sud des Alpes, qui, guidant les troupeaux à travers les cols alpins (Simplon, Théodule, Collon, etc.), ont amené les nouvelles techniques agricoles. Les villages sont alors situés en plaine, sur des cônes de déjection de rivière, sur le versant ensoleillé de la vallée. Le site de Sion (Planta) semble déjà bien occupé au VIe millénaire av. J.-C. et la chasse semble déjà ne plus être qu'une activité accessoire. À cette époque le cheptel semble composé pour la majeure partie de caprinés et de bovins à part à peu près égales. Froment et amidonnier sont attestés. La céramique, influencée par le sud des Alpes est différente de celle du Plateau suisse et la civilisation du Valais est qualifiée de culture du Néolithique ancien valaisan. Certains auteurs voient dans l'importance du peuplement de la région le signe de l'importance du site dans l'exportation dans toute l'Europe de haches polies en obsidienne verte originaires des Alpes du Sud, alors symbole de pouvoir dans toute l'Europe de l'Ouest et du Nord.
Une nouvelle culture apparaît au début du Néolithique moyen (début du Ve millénaire av. J.-C.), apparentée au Cortaillod ancien du plateau suisse, mais présentant des motifs distincts (cannelures sur la céramique) : c'est le Cortaillod ancien valaisan.
Toujours au Ve millénaire, une culture originale, dite de Saint-Léonard, se développe, caractérisée par des céramiques aux décors originaux. Outre les influences du sud, des influences de l'ouest se font sentir. La culture de Saint-Léonard est particulièrement représentée à Sion et en amont. En revanche, dans le Bas-Valais, à La Barmaz sur la commune de Collombey-Muraz, deux importantes nécropoles associées à la civilisation de Cortaillod ont été retrouvées ; ce qui indiquerait deux aires culturelles en Valais : le Chablais sous l'influence de la civilisation de Cortaillod et le Valais en amont sous celle de la civilisation de Saint-Léonard. C'est de cette époque que datent les tombes composées d'une ciste, de type Chamblandes, contenant en général un seul squelette en position repliée. En Valais, près de 900 de ces tombes ont été retrouvées (Sion, Sembrancher, Saint-Léonard, La Barmaz près de Monthey, Waldmatte, etc.).

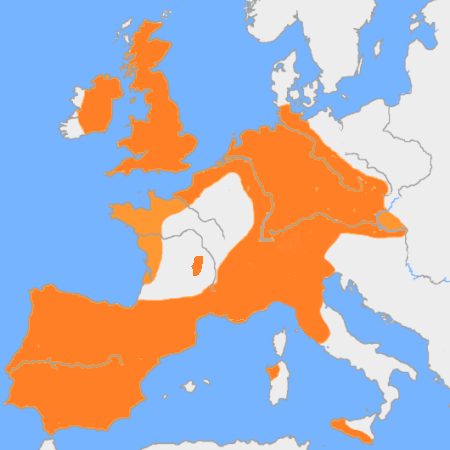
Aire de répartition géographique approximative de la culture campaniforme entre -2500 et -2200

Alors que la métallurgie du cuivre est apparue sur le plateau suisse, aucune trace aussi ancienne de cette technique n'a été trouvée en Valais à cette époque.
Au Néolithique final, c'est une civilisation mégalithique qui se développe. La nécropole du Petit-Chasseur à Sion, avec ses dolmens et ses stèles anthropomorphiques, en est un témoin monumental. Durant la première moitié du IIIe millénaire av. J.-C., les stèles, dites de type A, sont caractérisées par de petites têtes et le faible nombre de représentations d'armes. Les tombes sont collectives, quoique leur faible nombre par rapport à la population estimée fait penser à une société inégalitaire, probablement une société à lignage : c'est le Néolithique final valaisan.
Puis, entre -2500 et -2200, le Campaniforme se répand aussi en Valais. Les tombes du Petit-Chasseur deviennent individuelles et les stèles, dites de type B, se caractérisent par des têtes plus grosses et un plus grand nombre de figurations d'armes.
Près des voies d'accès des cols alpins, de nombreux objets épars ont été retrouvés, témoins d'une probable intensification des échanges. On date également de cette période certaines pierres à cupules retrouvées en Valais (Zermatt, Anniviers, Saint-Léonard, Évolène).
Au terme du Néolithique final apparaît une métallurgie locale, très primitive.

### Âge du bronze
Dès le XXIIe siècle av. J.-C., différentes traces de l'Âge du bronze ont été découvertes dans toute la haute vallée du Rhône. Une culture spécifique, la culture du Rhône s'y développe. Néanmoins, il n'y a pas de rupture avec la période campaniforme : ainsi la nécropole du Petit-Chasseur est toujours utilisée et des tombes individuelles à stèle mégalithique de type B sont toujours érigées. La première phase, la culture du Rhône préliminaire, est caractérisée par des objets en cuivre (moins de 1 % d'étain) et semble spécifique au Valais central, bien qu'une tombe près de Thoune puisse indiquer que cette culture s'étendait peut-être sur les deux versants des Alpes bernoises.
La période suivante voit la culture du Rhône s'étendre. Tout le Valais est désormais partie du territoire de cette culture, de même que les vallées de l'Aar et de la Sarine, et la région lémanique près de Lausanne. La culture du Rhône s'étend également au Jura français et une partie de la vallée du moyen Rhône. Le Valais fait partie du groupe Rhône-Aar. La culture du Rhône classique subit des influences de la culture d'Únětice attestée dans la région danubienne. Ces influences semblent provenir par les routes du nord des Alpes, mais également par celles du sud, et l'Italie du Nord.
Entre -1800 et -1600, la culture du Rhône, dans sa phase qualifiée d'avancée, s'étend encore territorialement pour le groupe Rhône-Aar : les rivages des lacs de Neuchâtel, Bienne et Morat sont inclus de même que l'extrémité occidentale du lac Léman, jusqu'à Genève. Les objets métalliques sont très nombreux en quantité, bien que l'on remarque une diminution de la variété des formes, annonçant le déclin de la culture.

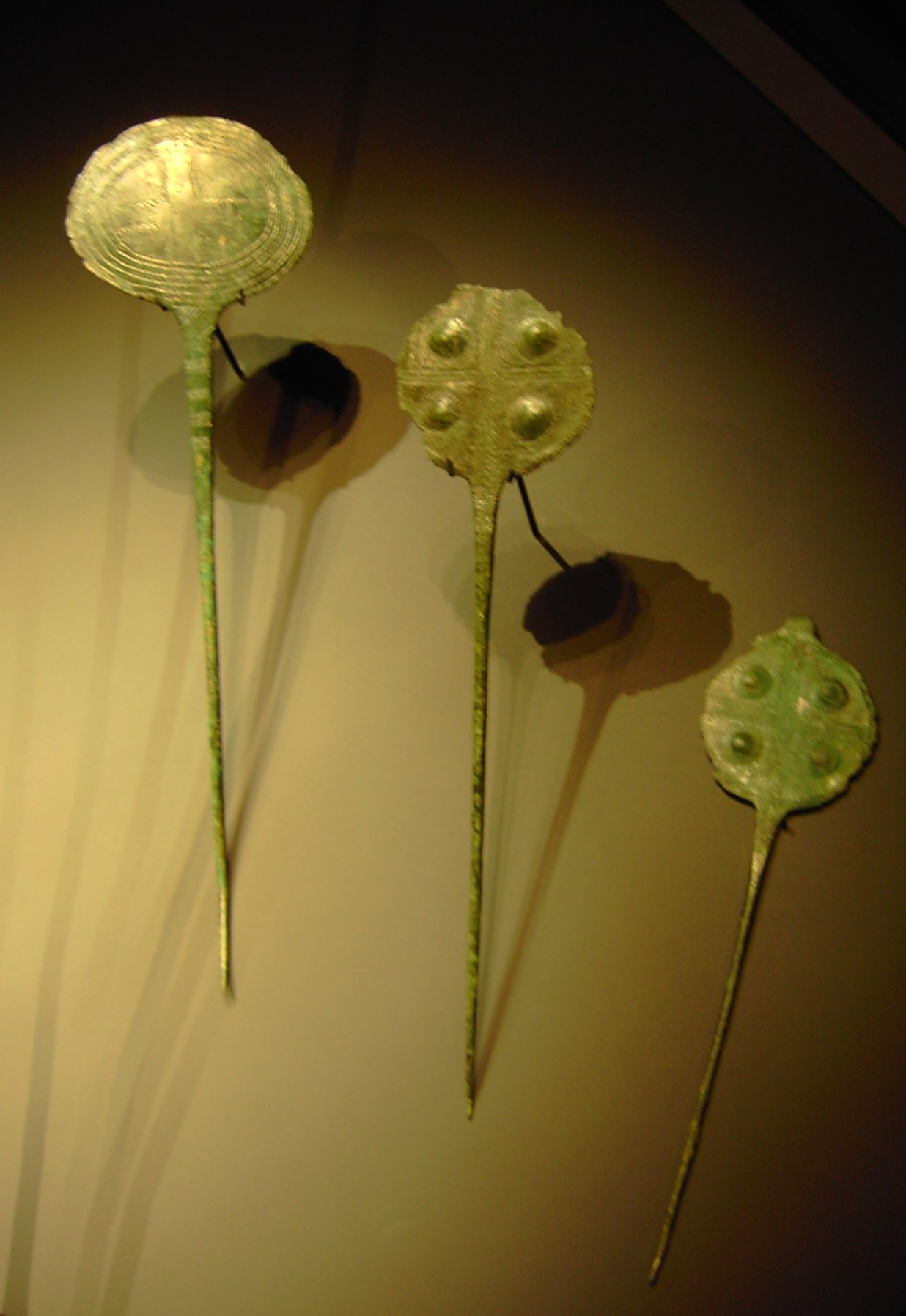
Fibules découvertes, de gauche à droite à Saillon (env. -1600), au col du Schnidejoch (env. -2000) et à Bex (-1600).

Dès le XVIe siècle av. J.-C., la culture du Rhône décline rapidement ; mis à part en Valais où elle semble perdurer quelque peu, elle est remplacée dans le reste de son aire géographique par la culture des tumulus originaire d'Europe centrale. Les mines valaisannes ne semblent plus exportatrices et l'influence du sud des Alpes grandit peu à peu.
Dès -1450 le Valais, complètement hors de la culture des tumulus dominant le plateau suisse, voit des habitats fortifiés se développer et est sous l'influence de la culture d'Alba-Scamozzina et semble contrôler le transit alpin.
À la fin du XVe siècle av. J.-C., le sud du Valais semble sous l'influence nord-italienne de la culture de Canegrate bien que de nombreux éléments indigènes y soient mélangés, en particulier dans la région de Sion. Le Valais semble alors être à la limite des deux groupes culturels : Canegrate au sud des Alpes et la culture Rhin-Rhône-Danube au nord. On qualifie la culture régionale de groupe alpin de la culture de Canegrate. L'intensification des échanges alpins est manifeste.
Des abris sous roche ont été découverts au-dessus de Zermatt et dans le val d'Hérens : la transhumance saisonnière des troupeaux entre la plaine et les alpages, déjà attestée à la fin du Néolithique, s'est maintenue.

### Âge du fer

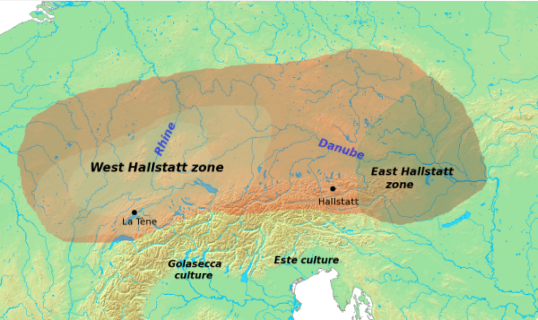
Le Valais est à la frontière des cultures de Golasecca au sud-est et de Hallstatt au nord-ouest.

Durant le premier âge du fer, entre -800 et -480, le Valais est à la marge géographique de la civilisation de Hallstatt qui influence profondément le Chablais et le Bas-Valais, même si une évolution spécifique est notée en ce qui concerne la métallurgie. Ainsi de nombreux bracelets lourds ont été retrouvés en Valais central, les bracelets valaisans. Ces bracelets, également connus sur le plateau suisse, survivront en Valais jusqu'au Ier siècle. Ainsi, la nécropole de Don Bosco à Sion, dans le Valais central, a livré plusieurs tumulus datés entre le IXe siècle av. J.-C. et le VIe siècle av. J.-C. typiques du Hallstatt. Le Haut-Valais semble néanmoins être plus à l'écart de la civilisation de Hallstatt et est plus fortement influencé, par les civilisations de l'Italie du Nord, comme la culture de Golasecca, en particulier en ce qui concerne les rites d'inhumations.
Dès le IVe siècle av. J.-C., et le second âge du fer, quatre tribus celtes se partagent la région : les Nantuates, qui occupent la région de Monthey, les Véragres la région de Martigny (alors appelée Octoduros), les Sédunes (leur oppidum est l'actuelle Sion, peut-être déjà appelée Drousomagos à moins que ce nom ne lui ait été donnée qu'après la conquête romaine par Tibère et Drusus) et les Ubères (sur le territoire des actuels districts germanophones). Ces quatre tribus ont plus de points communs avec les Lépontiens et les Salasses, leurs voisins du sud des Alpes, qu'avec les Helvètes, leurs voisins du nord. La vallée de Binn, bien que située sur le versant valaisan du col de l'Albrun reliant le Valais au val d'Ossola via le val Devero est, d'après les données archéologiques, habitée par des Lépontiens occupant le val d'Ossola, les vallées du Tessin et une partie du Milanais actuel.
L'inscription d'Ayent, découverte en 2003 au-dessus de Sion, confirme la proche relation entre le Valais et les populations celtes du sud des Alpes. Non seulement l'inscription, écrite en boustrophédon, est en alphabet de Lugano tardif, utilisé par les Celtes du bassin versant du Pô, alors que les Celtes de Gaule utilisaient en général l'alphabet grec, mais en plus le dialecte celte indique une évolution phonétique propre aux peuples d'Italie du Nord.
La monnaie des Véragres, attestée dès le IIe siècle av. J.-C. et également en usage chez les Sédunes, reprend des motifs du sud des Alpes et ne semble pas influencée par les monnaies de la moyenne vallée du Rhône.
On connaît peu la religion des Celtes du Valais : l'oppidum des Nantuates, Tarnaiae, l'actuelle Massongex, voit son nom provenir de Taranis, dieu celte. Il semble également y avoir eu un sanctuaire à Saint-Maurice et des divinités topiques, comme Poeninus au col du Grand-Saint-Bernard (Summus Poeninus) et peut-être Sylvius au col du Théodule (Mons Sylvius), qui semble à l'origine du nom du Cervin.

## Époque romaine

### Conquête

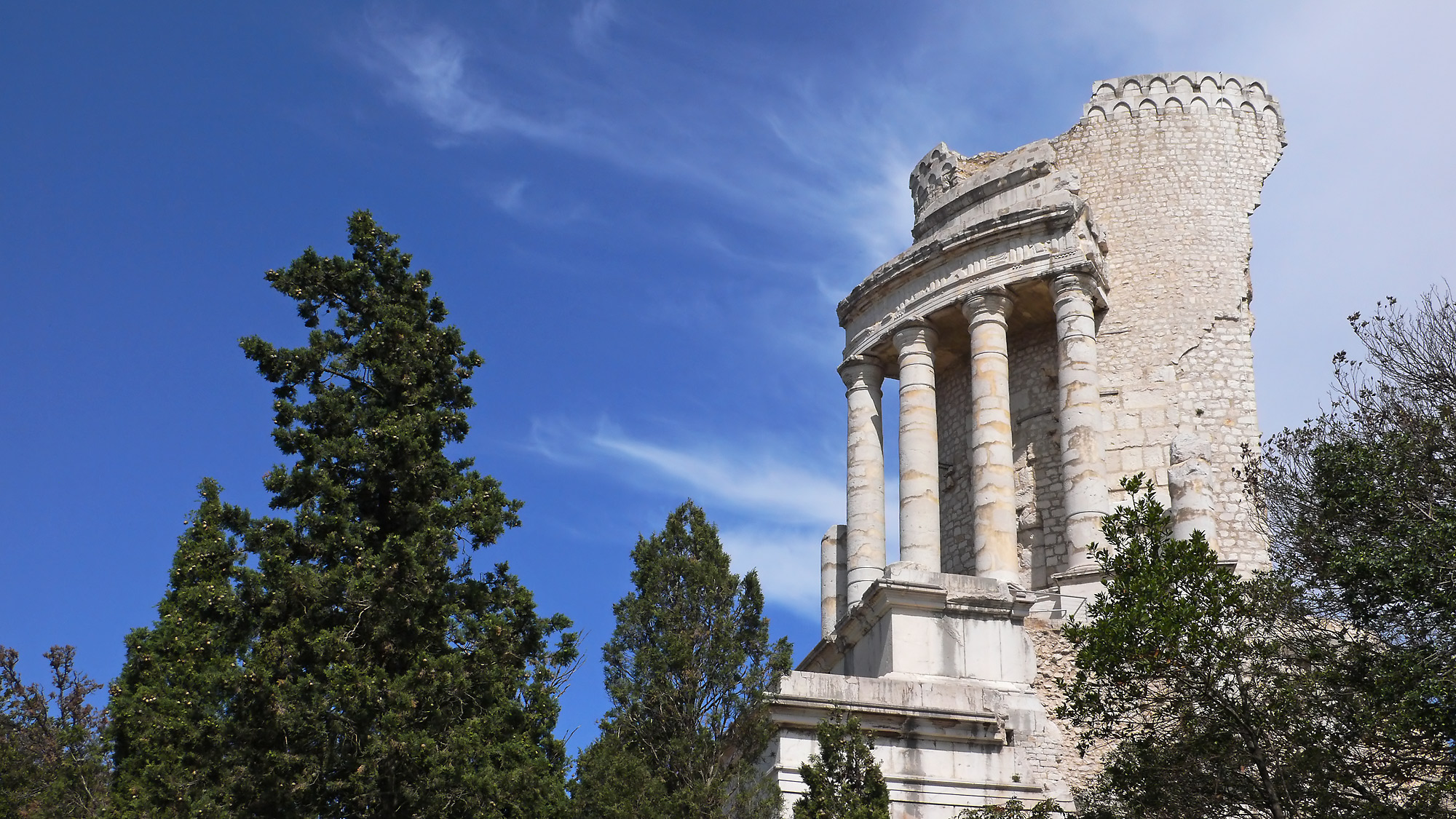
Le trophée des Alpes érigé vers -6 à la Turbie, en France : le Valais est romain.

Durant la Guerre des Gaules, Jules César, à l'aide de la douzième légion romaine, sous le commandement de Servius Galba, tente d'occuper Martigny, clé de l'accès au col du Grand-Saint-Bernard (Summus Poenus), mais les Romains, après leur difficile victoire à la bataille d'Octodure, à l'automne -57, se retirent. La route du col est alors un chemin muletier réputé difficile.
Même si l'incorporation à l'Empire romain des Salasses du val d'Aoste, soumis en -27, dut réduire déjà fortement l'autonomie des quatre tribus du Valais, c'est probablement en -15, après une campagne militaire menée par le futur empereur Tibère et Drusus, que les tribus celtes des Alpes sont vaincues et l'empereur Auguste incorpore la région à la nouvelle province de Rhétie-Vindélicie dont la capitale est Augsbourg. Chacune des quatre tribus forme une cité (civitas) romaine et semble avoir gardé tout d'abord une grande autonomie interne : les documents parlent de chacune des cités indépendamment ou les désignent sous l'appellation générique des quatre cités valaisannes, indiquant la possible existence d'une ligue. Dans tous les cas, les cités sont considérées comme conquises en -6, leur nom apparaissant sur le trophée des Alpes à La Turbie.

### Haut-Empire

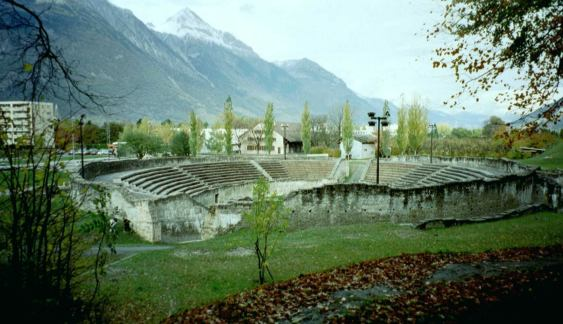
L'amphithéâtre du Forum Claudii Vallensium

Sous le règne de Claude (41-54), le Valais est détaché de la Rhétie-Vindélicie pour devenir Vallis poenina, une province ayant souvent, peut-être toujours, le même gouverneur que la Tarentaise (Alpes grées), autre province alpine. C'est à proximité immédiate de la celte Octodure que l'empereur fonde en 47 ou peu avant, le Forum Claudii Augustii renommé à sa mort en Forum Claudii Vallensium, capitale de la civitas vallensium, unique cité regroupant les quatre anciennes tribus. La ville romaine, dont la population est estimée à 5 000 personnes, est formée de dix insulae (quartiers) dont l'une est entièrement occupée par un forum et compte un amphithéâtre. L'organisation de la province semble classique, plusieurs épitaphes parlant de duoviri iuri dicundo ayant été retrouvées, indiquant la présence de deux juges, probablement élus pour des mandats annuels comme ailleurs dans l'empire.
Pour faciliter la mobilité des troupes en prévision de l'invasion des Îles britanniques en 49, les Romains auraient rendu la route stratégique du col du Mont-Joux carrossable, mais cette hypothèse est discutée. Sur les axes principaux des relais (mutationes) et des gîtes d'étape (mansiones) sont créés et entretenus.
La Pax Romana qui s'est installée pour près de trois siècles, permet l'essor de la région, Acaunus voyant un poste de douane percevant le quarantième des Gaules. La civilisation romaine s'installe en Valais : à côté de Martigny, seule véritable ville de la région et capitale de la cité, des vici se développent, par exemple à Sion et à Massongex ; des villae sont créées mais restent peu nombreuses (par exemple la villa de Marendeux à Monthey), les exploitations indigènes celtes gardant leur importance. La Civitas Vallensium est soumise au droit romain et la citoyenneté romaine est accordée aux édiles locaux, ainsi qu'à leur famille en ligne droite ascendante et descendante, permettant ainsi l'acculturation des populations locales. Durant tout le Haut-Empire, aucune troupe permanente n'est stationnée dans les Alpes, quoique de petits détachements chargés de la protection des routes soient attestés.
Les arts et traditions romaines se répandent en Valais. On y a trouvé plusieurs thermes (à Massongex, Martigny et Sion) et l'art sculptural était très développé. Ainsi les fouilles de l'amphithéâtre à Martigny ont permis de mettre au jour plusieurs statues de bronze, dont une tête de vache de la race d'Hérens. Une seule mosaïque a été retrouvée, dans les thermes de Massongex ; comme les autres mosaïques du Ier siècle retrouvées en Suisse, elle est monochrome.

### Bas-Empire
Durant l'incursion des Alamans, razziant tout le Plateau suisse vers 275-277, ceux-ci semblent avoir été repoussés à la cluse de Saint-Maurice. À la même époque, les localités en aval de la cluse, en particulier Massongex, l'ancienne Tarnaiae (capitale spirituelle des Celtes du Valais), ont périclité, de même que d'autres sur le plateau suisse.
Dès le IIIe siècle, des cultes d'origine asiatique sont attestés, tels Cybèle et surtout Mithra, un mithraeum ayant été retrouvé à Martigny.
Dès le milieu du IVe siècle, le christianisme se répand en Valais. Le plus ancien témoignage daté (377) est un chrisme sur une inscription faite par un édile romain, trouvée à Sion. La première preuve d'un évêque en Valais, à Martigny, date de 381 où Théodore signe les actes du concile d'Aquilée comme évêque d'Octodure. Une chapelle chrétienne datée du milieu du IVe siècle a été trouvée à Martigny, remplacée au siècle suivant par une église double, typique des sièges épiscopaux de l'époque. C'est Théodore qui est à l'origine du culte de Saint-Maurice à Agaune où il « découvre » les restes des martyrs de la légion thébaine et y fait construire le premier sanctuaire chrétien du site.
Dès le début du Ve siècle, les aléas économiques et politiques de l'Empire romain se font sentir et les échangent commerciaux diminuent. Le Forum Claudii Vallensium est abandonné au profit du bourg d'Octodurus à proximité immédiate ; les habitants de Sion abandonnent la rive droite de la Sionne, abandonnant thermes et habitations, et n'occupent plus que le quartier de la Cité, adossé aux collines de Valère et Tourbillon.

## Des Burgondes au royaume de Bourgogne

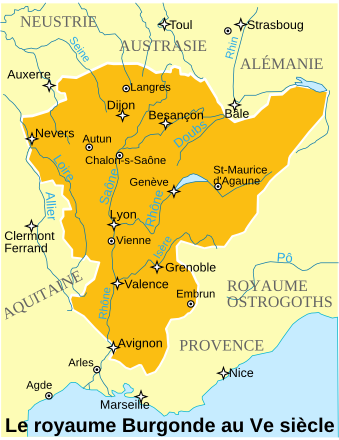
Royaume des Burgondes au V.

Lors de l'arrivée des Burgondes comme fédérés sur les terres de l'Empire romain (434), le Valais semble ne pas avoir fait partie de la Sapaudie qui leur est accordée. Qui plus est, il semble qu'une immigration de notables en provenance de celle-ci a lieu. Mais dès la fin de la puissance impériale en Gaule (454), préfigurant sa chute définitive de 476, le Valais est rapidement incorporé au royaume de Bourgogne : la société est régie par la loi Gombette dès sa promulgation par Gondebaud en 502 et le futur roi Sigismond (en 515) fonde l'abbaye de Saint-Maurice. Fraîchement converti de l'arianisme au catholicisme, il fait de ce lieu le symbole de la foi de son peuple et un lieu de pèlerinage important.

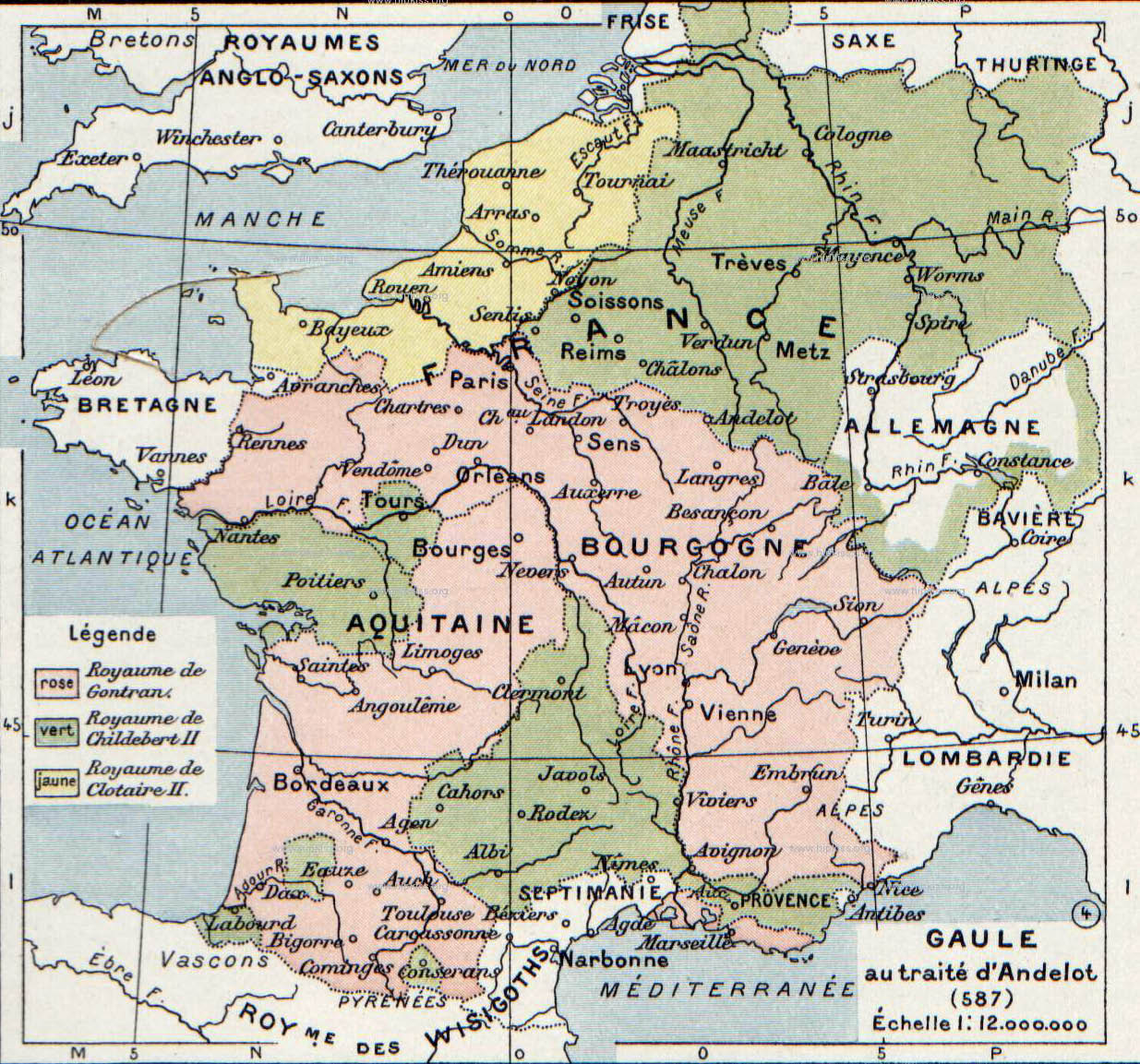
La Gaule et les royaumes francs au traité d'Andelot (587), par Paul Vidal de La Blache (1894).

L'histoire du Valais se confond alors avec celle de la Burgondie, bientôt annexée par la monarchie franque (534). La catastrophe naturelle du Tauredunum, peut être le Grammont, en 563 voit un pan de montagne s'écrouler, détruisant un château et un hameau et créant une vague géante sur le lac Léman causant d'importants dégâts jusqu'à Genève. En 574, l'abbaye de Saint-Maurice est détruite par les Lombards, finalement vaincus à Bex par les Francs ; le roi Gontran fait reconstruire le monastère. Peu après, vers 585, probablement pour la protéger des pillages et peut-être à la suite d'une tentative d'assassinat de l'évêque par des moines de Saint-Maurice, le siège épiscopal est déplacé d'Octodure à Sion, devenue entre-temps la principale cité de la région.
Deux ateliers monétaires de cette époque sont attestés en Valais, à Sion et à Saint-Maurice.
Le Valais fait partie de l'empire de Charlemagne, dont un corps expéditionnaire en route pour lutter contre les Lombards franchit le Grand-Saint-Bernard en 773. C'est d'ailleurs à Worms en mai 839, à l'occasion d'un plan de partage de l'empire carolingien, que l'on trouve la plus ancienne mention du pagus vallensis, attribué à Lothaire. L'appartenance du Valais à la Francie médiane est confirmée lors du traité de Verdun en 843.
En 859, le Valais appartient à Louis II, roi d'Italie.
En 888, le comte d'Auxerre, Rodolphe Ier, fonde le royaume de Bourgogne transjurane, comprenant le Valais. Il se fait d'ailleurs couronner roi à l'abbaye de Saint-Maurice. Son successeur, Rodolphe II achète le royaume de Provence en 934 et fonde ainsi le royaume d'Arles qui survivra presque un siècle.
C'est aux VIIIe et IXe siècles qu'une partie du Valais se germanise, sous l'infiltration progressive de populations parlant des dialectes du groupe alémanique supérieur. D'origine alamane, elles proviennent de l'Oberland bernois et passent par les cols du Grimsel, de la Gemmi et peut-être du Lötschen. Elles semblent coloniser de nouvelles terres qu'elles défrichent en altitude. La frontière linguistique, située un temps entre Brigue et Viège se fixe vers le XIe siècle plus en aval, le long de la rivière Lonza.
Les Sarrasins, remontant la vallée du Rhône depuis la Méditerranée, pillent Saint-Maurice en 940 et l'occupent ; ils sont expulsés du royaume d'Arles en 974 par un soulèvement populaire, marqué par la bataille de Tourtour (973), peu après avoir pris en otage l'abbé Maïeul de Cluny, en juillet 972 sur la route du Grand-Saint-Bernard à Orsières, au château du Châtelard,.

## Le Valais féodal
En 999, le roi Rodolphe III confie les droits comtaux à l'évêque de Sion et à ses successeurs. Ce document, La charte de donation de 999, établi à Cudrefin, au bord du lac de Neuchâtel, est le véritable acte fondateur du Valais comme État. Si cette donation est historiquement confirmée, il n'en est pas de même de la prétendue Caroline, un texte affirmant que Charlemagne aurait déjà fait cette attribution bien avant Rodolphe, et qui sera reconnu au XVIIe siècle comme étant aussi légendaire qu'anachronique.
Avec la donation de Rodolphe, c'est la première fois, avec une donation similaire à l'évêque de Bâle la même année, que, sur le territoire de la Suisse, des droits régaliens sont transmis à des seigneurs locaux. Étonnamment, les frontières du commitatis vallensis n'y sont pas définies clairement ; ce n'est qu'au XIIe siècle que la frontière est fixée près de la Dranse à Martigny, au lieu-dit de la croix d'Ottans, hameau aujourd'hui disparu. La féodalité se généralise peu à peu dans toute la région, alors que le trafic transalpin reprend progressivement au cours du Xe siècle, conséquence de la stabilité retrouvée du continent.
En 1032, à la mort de Rodolphe III, et comme l'ensemble du royaume de Bourgogne, le comté du Valais est intégré au Saint-Empire romain germanique. Le comté bénéficie dès 1189 de l'immédiateté impériale ; l'évêque de Sion devient prince d'Empire. L’évêché est maintenant la principauté épiscopale de Sion.

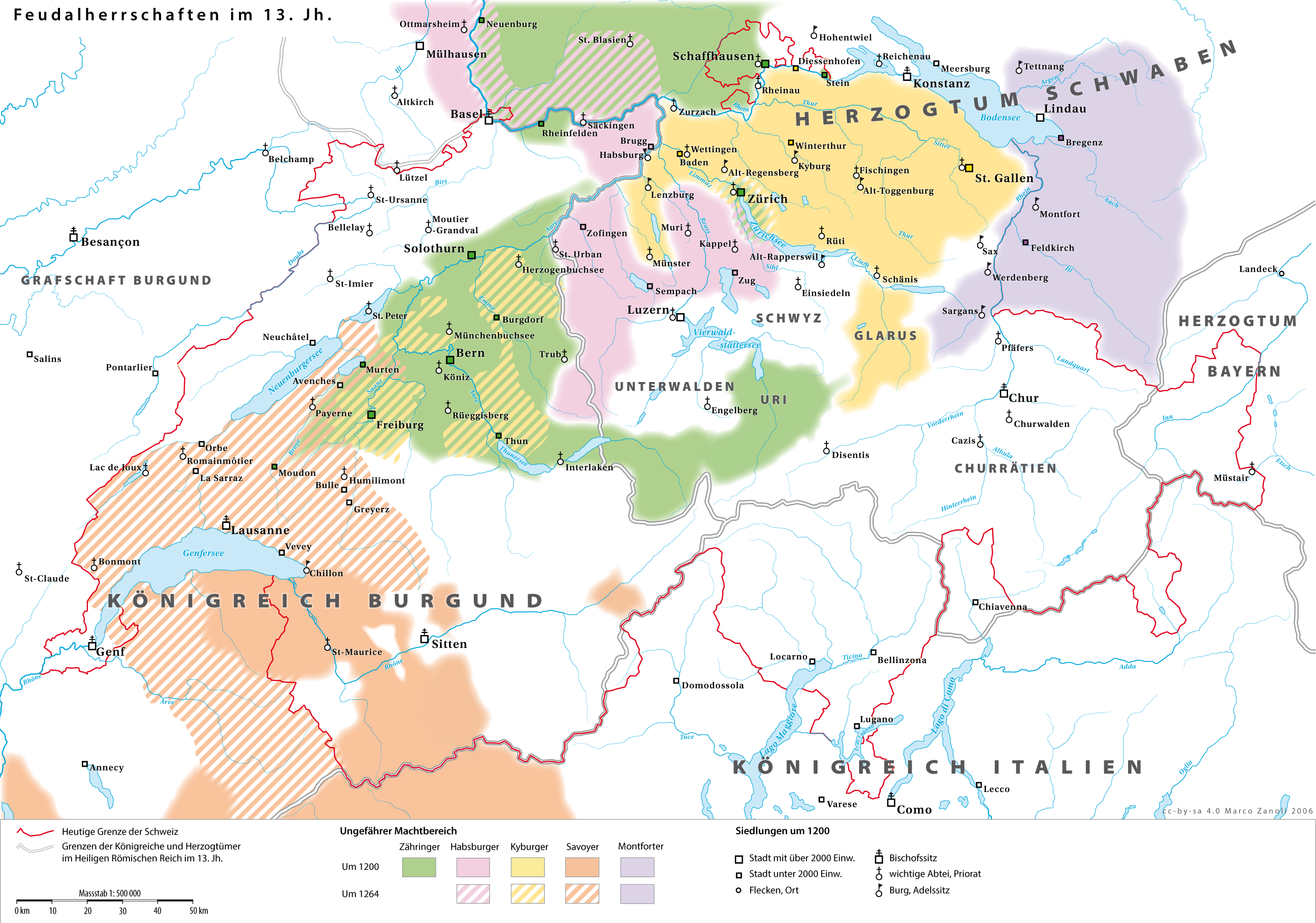
Les grandes familles féodales vers 1200

Les grands voisins féodaux, les Zähringen au nord, les Savoie à l'ouest essayent d'étendre leur pouvoir sur le Valais. En 1211, Bertold V de Zähringen est vaincu à la bataille d'Ulrichen.
En revanche, le Bas-Valais entre peu à peu dans le giron des comtes de Savoie. En 1219, le Comte Thomas de Savoie accuse l'évêque de Sion d'intentions hostiles et un affrontement armé a lieu entre la Savoie et la principauté épiscopale de Sion, à la suite de laquelle est conclu un traité en 1224. Selon ce dernier, l'évêque de Sion rend hommage au Comte de Savoie et s'engage à lui apporter une assistance militaire s'il est menacé. Le Saint-Empire romain germanique perd de facto de son influence dans la région, et jusqu'à la fin du XVe siècle, la politique de la principauté de Sion reste largement dépendante des rapports avec la Savoie.
L'évêque Henri de Rarogne, lui, s'allie à Berne en (1252), plaçant le comté dans la zone d'alliances régionales, relativement lâche et incohérente, appelée confédération bourguignonne par les historiens : Pierre II de Savoie saisit le prétexte et envahit le Valais au printemps 1260. Le château de la Bâtiaz à Martigny, celui du Crest à Ardon et le château de la Soie à Savièse tombent sous sa coupe et l'évêque est contraint de signer la paix fixant la frontière entre les deux États à la Morge de Conthey. Cette frontière est réaffirmée en 1262. Le Valais était dès lors coupé en deux : le Haut-Valais indépendant aux mains de l'évêque de Sion, le Bas-Valais faisant partie des possessions savoyardes. En 1268, le val d'Hérémence devient savoyard et est rattaché contre sa volonté à la châtellenie de Conthey.
C'est aussi à cette époque qu'apparaît dans le Valais épiscopal le Conseil général, la future diète. Il s'agit d'abord, vers la fin du XIIIe siècle, d'une réunion exceptionnelle des grands féodaux, des représentants des communes et de quelques ecclésiastiques possédant un pouvoir temporel, principalement les représentants du chapitre de Sion. À la suite de la disparition des grandes seigneuries laïques, le peu de pouvoir des ecclésiastiques hormis l'évêque, ainsi que le groupement des communes en dizains, le Conseil évolue au XIVe siècle en une entité se réunissant à la demande — mais au moins une fois, puis deux fois par an — pour traiter des affaires du pays. Si le Conseil général réunit généralement les sept dizains (Consilium generale patrie ou Consilium generale tocius terre Vallesii), des conseils réunissant les cinq dizains germanophones (Populares universitatis Vallesii Allemanorum) ont parfois lieu ; ils seront également nommés diétines par la suite. La noblesse, après la disparition des grands domaines laïcs n'y participe plus comme corps particulier, mais elle garde son influence dans les dizains et leurs délégués sont souvent choisis parmi ses descendants.

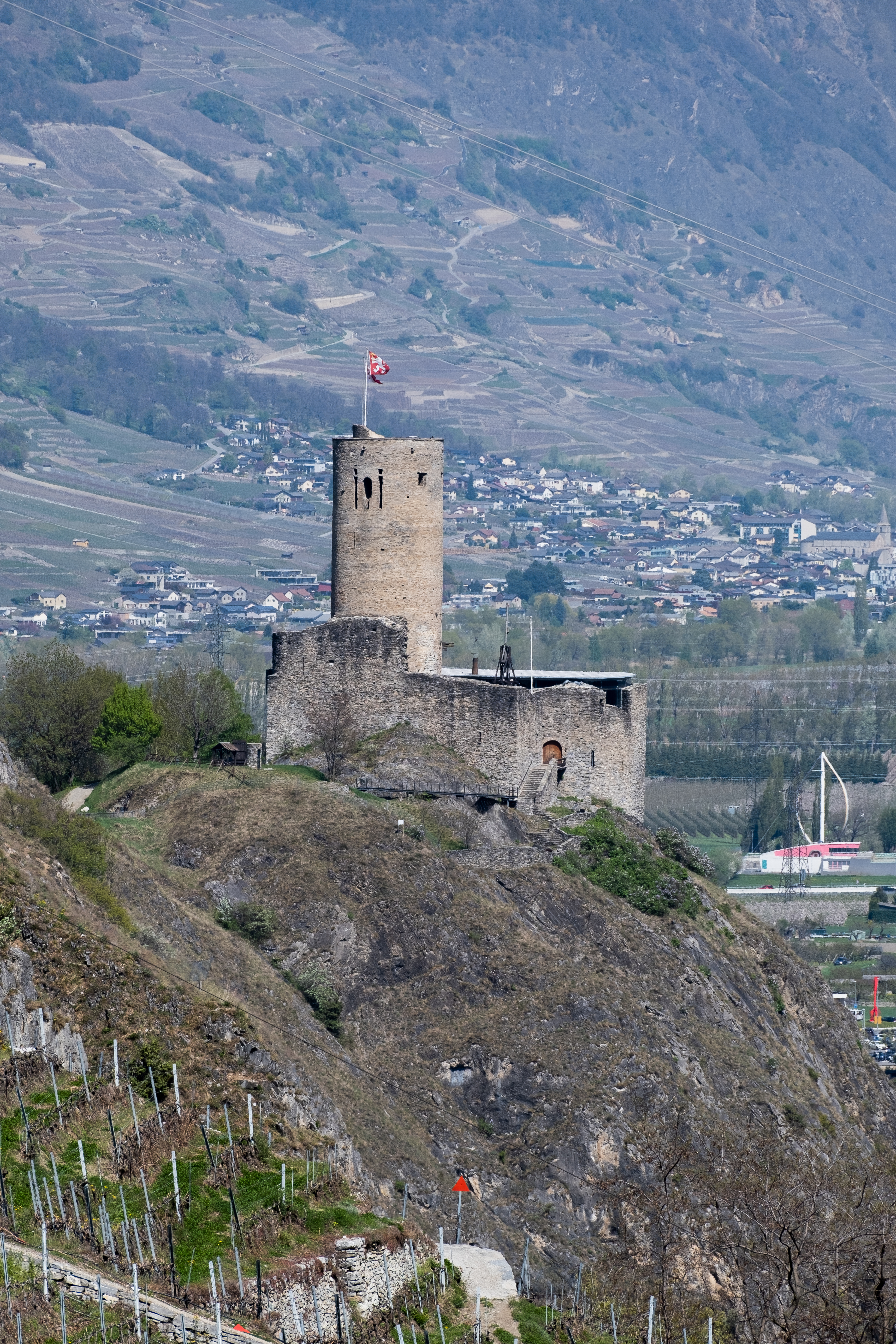
Le château de la Bâtiaz qui changea de main plusieurs fois durant l'époque féodale

D'une manière similaire, les seigneuries et communes du Bas-Valais, sous domination savoyarde, sont régulièrement représentées au XIVe siècle aux États de Savoie.
En 1348-1349, le Valais est ravagé par la Grande Peste. Entre 25 % et 50 % de la population est emportée, selon les localités. La maladie, absente d'Europe depuis au moins cinq siècles, cause encore six épidémies en Valais, jusqu'en 1450.
Parachevant la réunion des territoires à l'ouest de la Morge sous l'autorité savoyarde, la seigneurie d'Ardon-Chamoson passe en mains savoyardes en 1348 de même que la châtellenie épiscopale de Martigny en 1384. De même, à l'est de la Morge, c'est en 1348 aussi que l'évêque de Sion, Guichard Tavelli, prête hommage pour la dernière fois au duc de Savoie pour la seigneurie de Mörel en main épiscopale depuis 1224 au moins, après avoir été en possession de la Savoie. La seigneurie d'Ayent, quant à elle, change de mains en 1376 et devient propriété de l'évêque.
Parallèlement aux prétentions savoyardes, dans le Haut-Valais, quelques familles nobles arrivent à former des domaines importants : on peut noter particulièrement les seigneurs de la Tour qui dominent le Lötschental et la région de Niedergesteln, mais aussi une partie significative de l'Oberland bernois, ou encore la famille de Rarogne.
La Savoie continue à avoir des prétentions sur le Haut-Valais ; elle désire contrôler le trafic nord-sud à travers le col du Simplon. Les combats sont féroces, Sion est soumise plusieurs fois au pillage et son évêque Guichard Tavelli est même défenestré en 1375 du haut du château de la Soie, par des vassaux d'Antoine Ier de la Tour alors allié de la Savoie. La révolte qui suit culmine à la bataille de Saint-Léonard la même année où Antoine Ier est vaincu. Ayant fui en Savoie, ses territoires valaisans, Niedergesteln et le Lötschental, deviennent pays sujets des cinq dizains haut-valaisans (Conches, Brigue, Viège, Rarogne et Loèche). En 1388, lors de la bataille de Viège, les patriotes haut-valaisans battent les troupes savoyardes. Le conflit se termine en 1392 : la Savoie abandonne définitivement ses vues sur le Haut-Valais, devenu par ailleurs moins important stratégiquement depuis l'ouverture du Gothard et l'importance amoindrie des foires de Champagne. La séparation du Valais épiscopal et du Valais savoyard est terminée. Le Haut-Valais se rapproche alors encore plus des cantons confédérés, maintenant un réseau d'alliances avec ceux-ci.
Le prince-évêque se bat encore contre les derniers grands féodaux du Haut : la famille de Rarogne est vaincue lors des guerres de Rarogne (1410-1419) à la bataille d'Ulrichen.

## Luttes entre les patriotes et le prince-évêque
Une fois les grands féodaux disparus, ce sont les dizains et leur élite, les Patriotes ayant assimilé la noblesse locale, qui désirent détenir le pouvoir temporel. Entre 1420, avec la chute de la famille des de Rarogne et 1634, avec l'abolition de la Caroline et la fin du pouvoir temporel de l'évêque, prince électif, c'est véritablement deux siècles de luttes, souvent violentes, qui s'engagent, marqués par une participation aux guerres d'Italie et aux tentatives d'implantation de la Réforme, utilisée à des fins politiques.

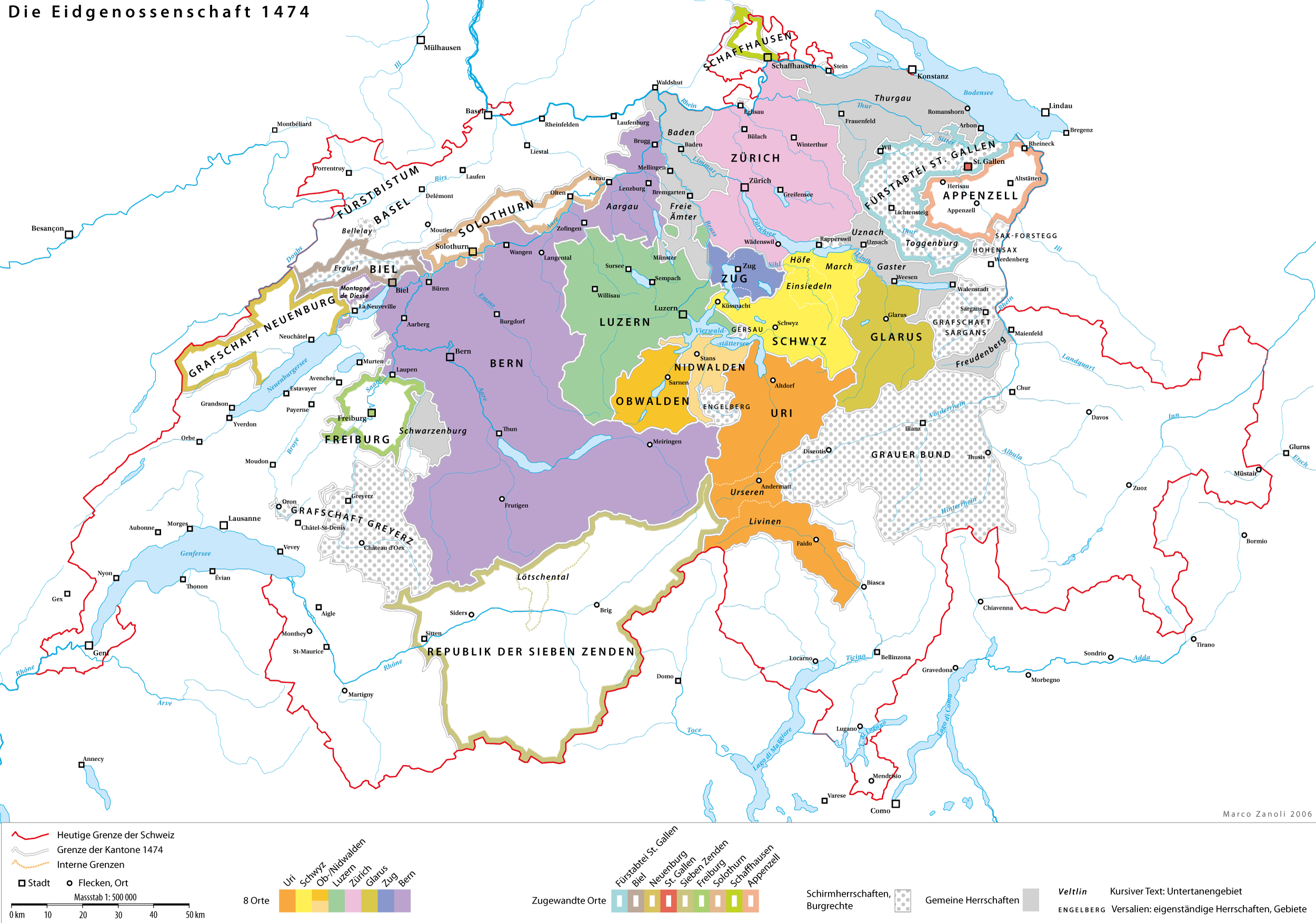
Le Valais épiscopal, allié de Berne, et les cantons suisses en 1474, avant la guerre de Bourgogne.

En 1415, les Patriotes haut-valaisans, sauf ceux de Sion, obtiennent, après avoir assiégé le château de la Soie, de l'évêque Guillaume VI de Rarogne le contrôle de la nomination de l'évêque et des hauts fonctionnaires. Ce droit est consacré en 1435 par un document officiel, l'organisation judiciaire donnant à la diète le pouvoir de confirmer les prêtres et les fonctionnaires ; l'évêque André de Gualdo accorde d'ailleurs aux communautés des Sept-Dizains le droit de nommer elles-mêmes, sur une base annuelle, leur châtelain. Le 28 janvier 1446, les articles de Naters, arrachés à l'évêque, donnent le pouvoir législatif à la Diète ; ils sont annulés le 7 février 1451 par son successeur fraîchement élu, Henri Asperlin.
Dès 1428 dans ce contexte politique conflictuel débute les procès en sorcellerie dans le Valais, qui préfigurent la grande chasse aux sorcières en Europe,,.
Les relations avec la vallée d'Aoste sont plus tendues au XVe siècle : alors que de nombreux nobles du val d'Aoste s'établissent en Valais lors des siècles précédents, que plusieurs évêques, comme Boniface de Challant, proviennent d'Aoste et que le Chapitre cathédral est parfois composé de près de la moitié de membres issus de la région, des conflits d'alpages entraînent des menaces d'invasion militaire du val d'Aoste par le Valais.
En pleines guerres de Bourgogne, en 1475, l'évêque de Sion, Walter Supersaxo, allié des Bernois, attaque Conthey, possession de la Savoie et alliée de Charles le Téméraire. Ces derniers réagissent et la bataille de la Planta s'engage devant les murs de Sion le 13 novembre 1475. La ville faillit tomber, mais l'arrivée de 3 000 soldats confédérés ayant franchi le col du Sanetsch la sauve et provoque la défaite des troupes savoyardes. Les Valaisans occupent alors le Bas-Valais jusqu'au défilé de Saint-Maurice et l'annexent le 31 décembre 1476, peu après la signature du traité de Fribourg. Le Bas-Valais devient un pays sujet du Haut-Valais. La Savoie ne reconnaîtra cette annexion qu'en 1526. Dans le même temps, les Bernois avec leurs alliés de Gessenay envahissent le Chablais sur la rive droite du Rhône, le séparant définitivement du Valais séculier. Ainsi, pour un quart de siècle, le conflit entre les Patriotes et l'évêque est mis en sourdine, afin de reconquérir « le patrimoine de Saint-Théodule » sur la Savoie. Il reprendra avec le successeur de Walter Supersaxo, Jost von Silenen.

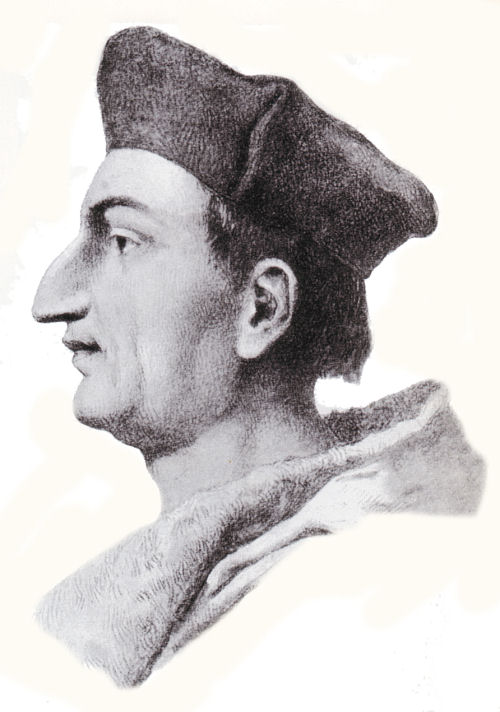
Le cardinal Matthieu Schiner (1465-1522)

À la fin des guerres d'Ossola entre 1484 et 1495, tentatives infructueuses (comme lors de la bataille de Crevola en 1487) d'annexer la vallée éponyme, appartenant au duché de Milan, l'évêque de Sion, Jost von Silenen, allié de la France, signe un traité de paix avec le Milanais en 1495 : le versant méridional du Simplon jusqu'à Gondo est incorporé au Valais. Dans les années qui suivent, l'évêque de Sion, le cardinal Matthieu Schiner, est un grand partisan du pape (contre la France). Ses intrigues incessantes entraînèrent le Valais et les cantons confédérés dans les guerres d'Italie et aboutissent à la défaite de Marignan en 1515. Le Valais est alors partie, au côté des Cantons suisses, de la Paix perpétuelle signée en 1516 avec la France.
Sur le plan interne Matthieu Schiner s'oppose violemment à Georges Supersaxo, représentant des Patriotes. Il l'excommunie même en 1512. Schiner se bat pour affirmer le pouvoir temporel de l'évêque et publie dans ce but en 1514 une loi instaurant un droit régalien pour l'Église. Mais Supersaxo, profitant d'une des nombreuses absences de l'évêque, proclame en 1517 la « paix des Patriotes » affirmant la prééminence politique des Patriotes et le remplacement du prince-évêque après une absence de six mois. Schiner, alors à l'étranger, est banni et ne peut regagner le Valais; il s'établit à Zurich et meurt cinq ans plus tard à Rome.

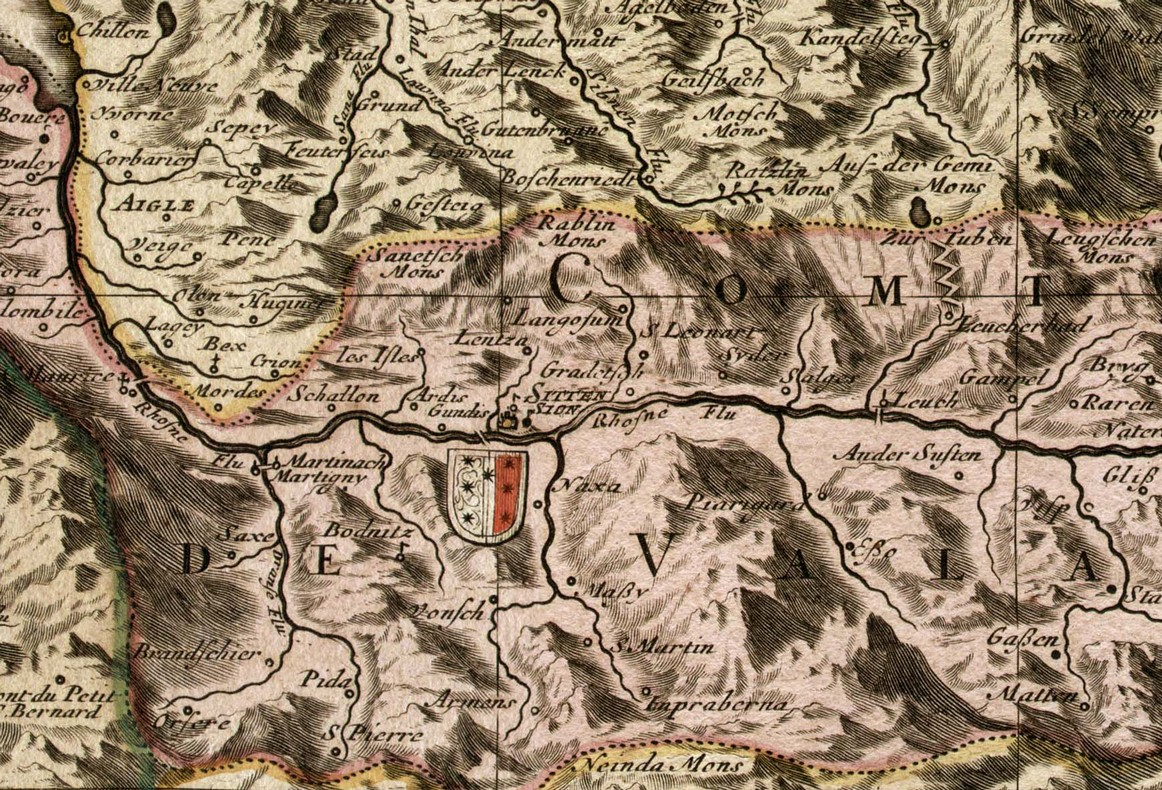
Carte du comté du Valais en 1693 pendant la période de la république des Sept-Dizains.

En 1536, lorsque Berne envahit pour la seconde fois, après 1476, le pays de Vaud, les Valaisans envahiront le Chablais jusqu'au lac Léman, également aux mains du duché de Savoie. Ils occupent même la région entre Saint-Gingolph et Thonon et désiraient pousser jusqu'à Évian, mais ils font jonction avec les troupes bernoises provenant de Genève à la Dranse. Par le traité de Thonon, en 1569, le duc de Savoie leur accorde le Chablais et les Valaisans restituent à contrecœur ce qui est aujourd'hui le Chablais français, entre Saint-Gingolph et Thonon, la rive droite de la Morge de Saint-Gingolph marquant la frontière. La paroisse de Saint-Gingolph, à cheval désormais sur deux états, relève néanmoins toujours du diocèse d'Annecy, anciennement celui de Genève.
Si la présence de protestants est attestée en Valais dès septembre 1524, le choix de la religion est un moyen de pression contre l'évêque, une conversion importante pouvant entraîner la sécularisation des biens épiscopaux. Capucins et Jésuites sont appelés et prêchent la Contre-Réforme. Finalement, le Valais renouvelle son alliance avec les cantons suisses catholiques et la Diète somme en 1604 les réformés de se convertir ou de s'exiler. À la suite d'un compromis, il est décidé en pratique, mis à part quelques exaltés exilés, d'appliquer la décision avec parcimonie, les protestants se voyant essentiellement barrés des hautes charges de l'État et contraints à une pratique religieuse strictement privée.

## La République des Sept-Dizains

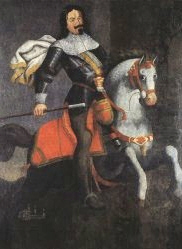
Gaspard Jodoc von Stockalper

Les patriotes remportent finalement la lutte du pouvoir en imposant en 1613, à la suite du décès du Prince-évêque Adrien II, une charte, le Conclusum, au prince-évêque et au chapitre. Ce dernier peut toujours présenter les candidats, mais c'est la diète, représentative des sept dizains, qui remet les insignes du pouvoir au nouvel évêque. L'évêque devient alors un véritable prince électif et le pouvoir appartient désormais aux dizains qui forment une véritable république fédérale : la république des Sept-Dizains.
Cependant, Hildebrand Jost, le successeur d'Adrien II, tente par la suite de rétablir le pouvoir temporel des évêques notamment en faisant appel au Pape Paul V, mais sans succès face à la détermination des nouvelles autorités politiques.
Sous l'impulsion de Michel Mageran, notaire protestant de Loèche qui se convertit en 1624 afin d'accéder à des charges politiques le pouvoir se concentre dans les mains de la Diète et des Conseils. En 1627, il obtient l'expulsion des Jésuites, puis la condamnation et l'exécution d'Antoine Stockalper défenseur de l'autorité épiscopale. Mageran devint gouverneur de Monthey puis secrétaire d'État et enfin, en 1631, Grand Bailli, c'est-à-dire chef du gouvernement. En 1632, il convainc celui-ci d'instituer une caisse d'État centralisée. Il meurt en 1638 non sans avoir contribué à forcer l'évêque et le chapitre à une deuxième renonciation à la Caroline en 1634.
Au XVIIe siècle, un nouvel essor économique débute, stimulé par l'amélioration des transports. Ainsi Gaspard Jodoc Stockalper organise en 1640 un service de courrier entre Milan et Genève, via le col du Simplon, et il finance un canal entre Vouvry et Collombey afin de baisser le coût d'acheminement du sel dont il avait le monopole. Le canal est achevé le 10 juin 1659.
D'autres travaux importants sont réalisés : ainsi l'Hôtel de ville de Sion est construit entre 1657 et 1665.
Durant cette période de nombreux valaisans servirent sous les drapeaux étrangers. Ainsi, le roi de France entretient le régiment de Courten entre 1690 et 1792.

## Le Valais pendant la Révolution et l'Empire français

### La révolution bas-valaisanne
Dès que les premiers échos de la Révolution française retentirent, l'agitation s'installe dans les pays sujets des sept dizains. Ainsi, en 1790, la région de Monthey est secouée par l'affaire du Gros-Bellet et par la conjuration des Crochets l'année suivante. Si les échos favorables aux idées révolutionnaires circulent essentiellement par le bouche à oreille et des pamphlets, les échos défavorables arrivent par les prêtres français se réfugiant dans la région, fuyant la France et décrivant les massacres de la Terreur. Le gouvernement est inquiet et promulgue en 1794 un Code pénal pour le Bas-Vallais en français contenant un véritable plaidoyer contre la liberté.
Certaines communautés profitent de la période pour racheter des redevances ou des servitudes ; ainsi, le Lötschental se libère de ses dernières servitudes féodales entre 1786 et 1790 et Anniviers entre 1792 et 1802, complétant l'émancipation des communautés des dizains du Haut.
C'est à Saint-Maurice que le premier arbre de la liberté est planté en Valais, le 28 janvier 1798. La révolution enflamme tout le Bas-Valais et le 5 février 1798 une assemblée des délégués du Bas-Valais, à laquelle assistait une délégation des dizains du Haut présidée par le bourgmestre de Sion, Pierre-Joseph de Riedmatten eut lieu. Ce dernier y lut une déclaration renonçant à la domination des territoires du Bas-Valais par les dizains du haut. Le 16 mars 1798, une assemblée constituante proclame à l'abbaye de Saint-Maurice la République des Dix-Dizains : les trois dizains de Monthey, Saint-Maurice et d'Entremont rejoignent les sept dizains du haut.
L'historiographie de cette période est particulière : les historiens du Bas-Valais ont tendance à renforcer l'importance des éléments de 1790 et considèrent la révolution comme étant d'abord une révolte intérieure, alors que les historiens du Haut-Valais préfèrent insister sur l'aspect externe, soit une révolution fomentée par la France.

### Canton de la République helvétique

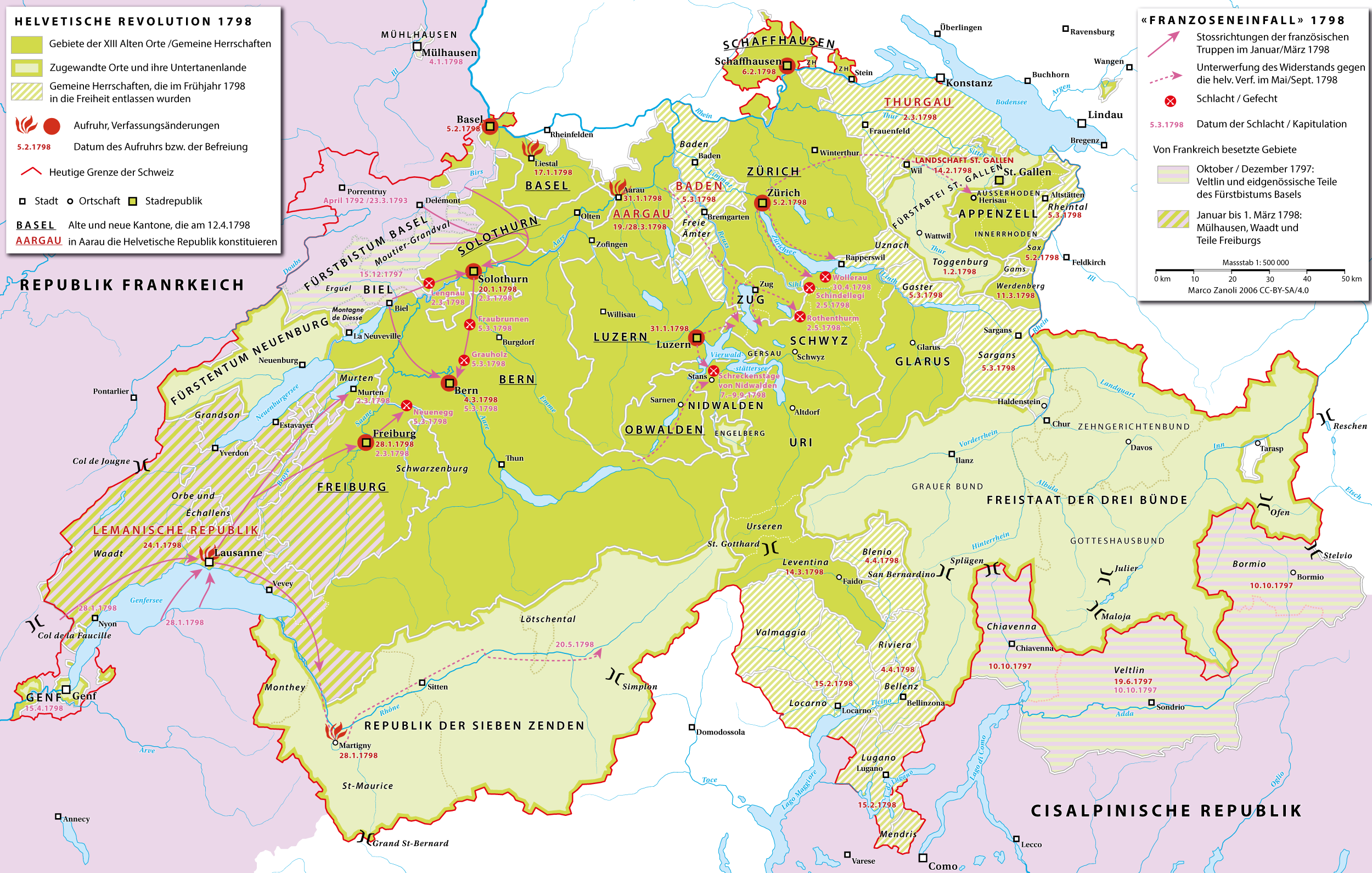
Carte de l'invasion française de 1798-1799

Finalement, à la suite de l'invasion française de la Suisse, le Valais est incorporé à la nouvelle République helvétique, après que le général français Lorge a dû battre une rébellion haut-valaisanne. Il vainc près de 600 insurgés le 17 mai à Sion et livre la ville au pillage. Le pays n'est pas calme pour autant, les Français battent les troupes haut-valaisannes menées par Ferdinand Venetz les 27 et 28 mai 1799 lors de la bataille de Finges.
Le ministre du Culte et de l'Instruction de la République helvétique, Philipp Albert Stapfer, préparant une loi suisse sur les écoles, conduit une étude : les dirigeants valaisans eux-mêmes sont effarés par le bas niveau scolaire du Valais.
Du 15 au 21 mai 1800, dans le cadre de la deuxième campagne d'Italie, Napoléon Bonaparte franchit le col du Grand-Saint-Bernard avec son armée de réserve. Cet événement fit l'objet du portrait équestre Bonaparte franchissant le Grand-Saint-Bernard peints par Jacques-Louis David.
En novembre 1801, le Valais est à nouveau occupé par les Français. Les troupes du général Turreau ne quittent le pays qu'en août 1802, lors de la proclamation de l'indépendance.

### La République rhodanienne (1802-1810)
Napoléon Ier envisage l'annexion du Valais en 1802, alors qu'il prépare l'Acte de Médiation, afin de mieux contrôler les passages vers l'Italie. Finalement il en fait une république sœur ; aussi, le Valais retrouve une indépendance théorique en 1802.
Appelée République rhodanienne, c'est en fait un protectorat français et Napoléon n'a opté pour son indépendance que devant la volonté de rester suisses des communes, dont les représentants franchissent en hiver le col de la Gemmi pour afficher leur soutien à la République helvétique.
C'est la Constitution du 30 août 1802 qui régit l'État.
L'organisation en dizains est modifiée ; aux dix dizains de 1798 deux nouveaux sont ajoutés : les dizains d'Hérémence et de Martigny sont détachés de ceux d'Entremont et de Sion. Le nombre de représentants de chaque dizain à la Diète est proportionnel à sa population (1 député pour 2 000 habitants). Ceux-ci sont nommés par le Conseil de dizain et seuls sont éligibles les citoyens, quelle que soit leur commune d'origine, ayant déjà revêtu des charges politiques, les officiers et les notaires. Chaque dizain dispose d'une cour de justice, avec un tribunal d'appel (le futur tribunal cantonal) comme second degré de juridiction.
Le pouvoir exécutif est complètement séparé : il consiste en un Conseil d'État de trois membres nommés par la Diète ; son président porte le titre de Grand Bailli. Les dizains, contrairement à l'Ancien Régime, n'ont en revanche plus la possibilité de refuser les décisions de la Diète. 
François-René de Chateaubriand est brièvement, en 1804, le représentant de l'empereur en Valais.
Le pouvoir central reste faible et les travaux de construction de la route du col du Simplon n'avancent guère. De plus dès la promulgation en France le 30 mai 1806 d'une loi interdisant l'importation et le transit de marchandises en provenance d'Angleterre, transposition législatif du blocus continental décidé par Napoléon, se pose le problème de la contrebande. Dans le rapport du 3 octobre 1810, les commissaires français aux affaires valaisannes proposent de déplacer la frontière douanière aux limites du Valais.

### Le département du Simplon (1810-1813)

Le Valais devenu le département du Simplon dans le Premier Empire

En novembre 1810, le Valais est finalement intégré au Premier Empire français sous le nom de département du Simplon.
Il reprend une division du territoire similaire aux autres départements français : un préfet est à la tête du département, divisé en trois arrondissements (Monthey, Sion et Brigue) dirigés par des sous-préfets, regroupant les treize cantons, correspondant aux douze dizains de 1802, plus celui de Mörel, détaché juridiquement de Rarogne, dont il n'est d'ailleurs pas contigu géographiquement.
L'organisation est identique à celle de tout département français. Soumis aux lois françaises décidées à Paris, le département se borne à un exécutif formé d'un préfet, chef de l'administration locale, nommé par Paris et d'un Conseil de préfecture, tel qu'institué par la loi du 28 pluviôse an VIII (17 février 1800) chargé de régler les contentieux avec l'administration. Le Conseil d'État français étant la voie de recours.
Le Conseil de préfecture du département est formé de chacun des trois sous-préfets des trois arrondissements créés.

### Le gouvernement de transition (1814-1815)

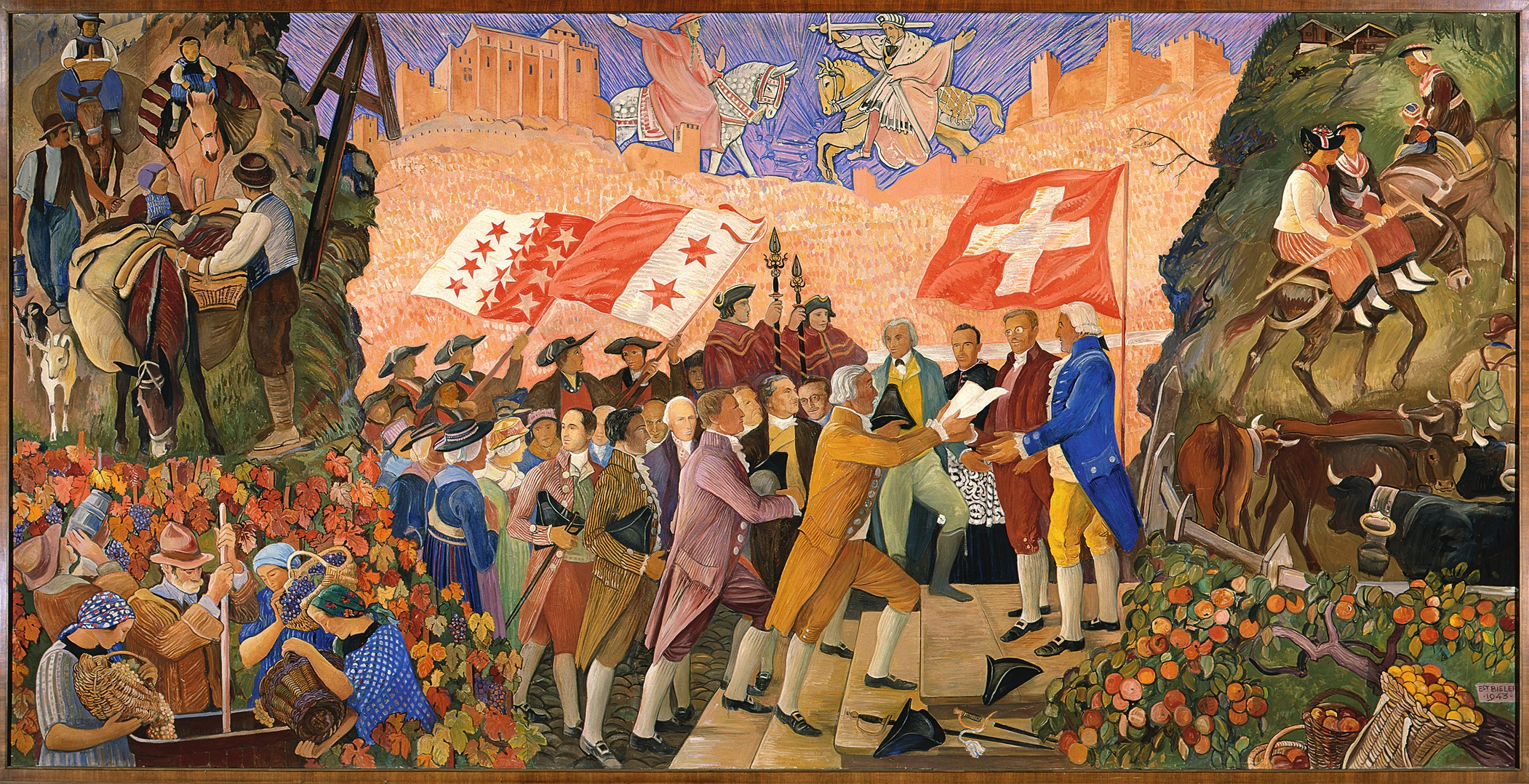
Entrée du Valais dans la Confédération, peinture d'Ernest Biéler dans la salle du Grand Conseil, à Sion.

Le 26 décembre 1813, après le départ des notables français, dont le préfet Claude-Philibert Barthelot de Rambuteau, fuyant l'arrivée imminente des Autrichiens le Valais est de nouveau indépendant ; cet état de fait est confirmé de jure par le traité de Paris du 30 mai 1814. C'est le conseil de préfecture qui assure la vacance du pouvoir. Le 28 le colonel autrichien Joseph-Franz von Simbschen entre en Valais par le défilé de Saint-Maurice et atteint Sion le lendemain. Il ordonne la levée d'une troupe défensive, et malgré le refus du conseil, les députés du Haut réunis lui accordent finalement avec réticence 400 hommes et nomment la délégation qui représentera le Valais auprès du prince de Schwarzenberg, commandant de l'armée d'occupation.
Le 31 décembre, Simbschen proclame la destitution du Conseil de préfecture et nomme une Direction centrale composée d'un président et de douze membres et nomme un partisan de l'indépendance, Gaspard-Eugène Stockalper, président. Cette structure, dont la composition varie au gré des diétines locales et des décisions de Simbschen, est dissoute le 24 janvier après qu'elle eut refusé la levée de 466 hommes supplémentaires pour créer un bataillon au service de l'Autriche. Simbschen met en place un gouvernement provisoire de cinq hommes, et deux suppléants, toujours dirigé par Stockalper.
Simbschen supprime également le 21 janvier les tribunaux du département et les juges nommés par les Français ; il supprime le code Napoléon et rétablit les Statuta Vallesiae, rédigés en latin et encore manuscrits, en vigueur avant 1798.
Napoléon Ier abdique et quitte Fontainebleau le 20 avril 1814 ; deux jours plus tard, un officier français se présente au col du Grand-Saint-Bernard en provenance d'Ivrée avec une demande d'armistice, qui est ignorée par le gouvernement provisoire. Le 11 mai, Simbschen et ses troupes quittent le Valais. Sans consulter les Valaisans, les alliés avaient décidé le rattachement du Valais à la Suisse. Le gouvernement réunit une diète extraordinaire qui siège à Sion du 30 mai au 1er juin 1814 et demande son incorporation à la Confédération suisse.
Afin de pouvoir l'être, le Valais doit se doter d'une Constitution approuvée par la Diète fédérale et les alliés. Une commission constituante est nommée, avec des représentants des treize cantons de la division administration française, donc y compris celui de Mörel, ainsi que de l'évêque. Après deux longues sessions en août et septembre 1814, c'est l'échec. Pour chaque article majeur, la commission produit deux versions, une prônée par les dizains du Haut et l'évêque, l'autre par ceux du Bas. Deux principales divergences divisent le Valais. Tout d'abord le système de vote à la future diète : par dizain pour le Haut-Valais et l'évêque, proportionnellement à la population de chaque dizain, pour le Bas-Valais. Ensuite survient la division territoriale : l'évêque et le Haut-Valais désirant dix dizains, soit le retour à la situation de l'éphémère République valaisanne de 1798, le Bas-Valais désirant douze dizains, soit la situation de la Constitution du 30 août 1802. Mörel soutenant la découpe en dix dizains, mais désire vouloir demeurer un dizain, le treizième, si la solution proposée par le Bas l'emportait.
Le 12 septembre 1814, les Alliés proposent leur médiation. Les Valaisans envoient quatre délégations indépendantes à Zurich : une délégation du Haut, une délégation du Bas, une délégation de la ville de Sion et une délégation des communes rurales de la région de Sion (le val d'Hérens et la région d'Ayent). La médiation a lieu avec les représentants du Royaume-Uni, Stratford Canning et Henry Unwin Addington, de l'Autriche, Franz-Alban von Schraut et de la Russie, Jean-Antoine Capo d'Istria et Paul de Krüdner.
Après avoir repoussé les propositions tant du Haut que du Bas et que la délégation du Bas a fait une nouvelle proposition à quinze dizains, mais avec un vote par dizain comme le réclamait le Haut, ils publient un prononciatum découpant le Valais en treize dizains. Ainsi le dizain de Mörel fusionne à nouveau avec celui de Rarogne, comme avant l'annexion ; le dizain de Conthey est créé ; celui de Martigny, créé en 1802 est confirmé, de même que celui d'Hérémence renommé en Hérens et comprenant également la région d'Ayent qui n'est ainsi pas transformée en dizain ; de même le dizain d'Entremont est conservé et non pas fractionné en district de Sembrancher et de Bagnes. En revanche, chaque dizain possède une voix à la Diète, de même que l'évêque. Ainsi le découpage territorial va dans le sens des anciens pays sujets alors que le système de vote favorise le Haut.
Immédiatement, le Bas-Valais procède à la création du dizain de Conthey, alors que sous l'impulsion du Haut-Valais une Assemblée constituante est convoquée. Celle-ci fait un projet de constitution conforme au prononciatum, mais nomme le nouveau gouvernement deux jours avant que celle-ci soit ratifiée. Les délégués bas-valaisans refusèrent de participer au vote et leurs élus n'acceptèrent pas leur élection. Une diétine est convoquée dans le Bas, proclamant l'indépendance de celui-ci. Les communautés du Bas étaient loin d'être unies face à cette décision : de nombreux politiciens n'étaient pas d'accord et de nombreuses communes de la région de Saint-Maurice firent savoir leur attachement au Valais unifié.
Avec le début des Cent-Jours un gouvernement d'union, aux compétences militaires, est mis sur pied et, après quelques atermoiements, le Bas accepte d'y participer.
Sous la pression des Alliés qui envoyèrent des notes impératives dont l'une était un nouveau projet de constitution, une nouvelle assemblée constituante est convoquée et la nouvelle constitution est adoptée le 12 mai 1815.
Le 4 août 1815 le Valais devient le vingtième canton de la Confédération suisse. Le 7 août 1815 les deux délégués valaisans à la Diète fédérale, Michel Dufour et Léopold de Sépibus prêtèrent serment au Pacte fédéral au nom de la République et canton du Valais.

## Lutte entre conservateurs, libéraux et radicaux (1815-1848)
Après l'adoption de la Constitution cantonale de 1815, les tensions entre les anciens dizains sujets, libéraux voire radicaux, et les dizains du Haut, conservateurs, ne cessèrent pas. En effet, la nouvelle constitution a supprimé certains acquis des précédentes : la représentation proportionnelle à la population des dizains de 1802 a été supprimée, même si le nouveau dizain de Conthey a été créé pour compenser partiellement la sur-représentation à la Diète par rapport à leur population des dizains du Haut. Ainsi chaque dizain, quelles que soient sa taille et sa population, y possédait quatre députés, élus dans chaque dizain par de grands électeurs ; l'évêque possède aussi quatre voix, les présidents des dizains y étaient membres ainsi que le vice-président du Conseil d'État, son trésorier et les 2 autres conseiller d'états en étaient aussi membre. Les conditions d'éligibilité à la Diète sont draconiennes et privilégient l'establishment. Le droit de citoyenneté est communal, changer de commune signifie perdre ses droits politiques. Enfin, la séparation du pouvoir est à nouveau imparfaite, le législatif et l'exécutif étant dirigés par le même président.
De plus, la situation sociale n'est pas bonne : non seulement dix-sept ans de troubles ont appauvri le canton (disette, mauvaise récoltes, entretien des troupes étrangères, levée de troupes), mais les récoltes de 1816 et 1817 sont mauvaises et entraînent de sévères disettes ; la malaria est endémique. Enfin, le transit des marchandises par le Simplon est en régression : le royaume de Sardaigne le grevant de lourdes taxes, le trafic tend à se reporter sur le mont Cenis. Le nombre de pauvres augmente et les mendiants sont nombreux. Le gouvernement doit légiférer et publie une loi sur la mendicité en 1827. L'augmentation des délits contre les biens, vols de nourriture, de vêtements et d'outils entre 1816 et 1839 est un autre témoin de la dégradation de la situation. Un début d'industrialisation a lieu, mais les ouvriers restent peu nombreux et sujets aux aléas économiques. Si le service mercenaire a un certain succès, seuls quelques dizaines de Valaisans embarquent pour le Nouveau Monde, l'émigration restant limitée.
La Diète publie en 1826 une nouvelle loi électorale, la loi organique du 20 mai 1826, qui institue un nouveau corps dans les dizains, le Conseil communal chargé, entre autres, d'élire le Conseil du dizain, lui-même chargé depuis 1815 de nommer les représentants locaux à la Diète. Ce niveau supplémentaire détache encore plus les citoyens des dizains de ceux qui prennent les décisions. Dès 1831, le mécontentement se transforme en rébellion dans le Bas-Valais. Le mouvement est désorganisé, et tant les libéraux que les conservateurs ne désirant pas de bouleversement, il aboutit à une simple retouche de la loi organique permettant aux nouvelles classes libérales qui ont fait leur apparition, avocats, notaires et officiers, d'accéder à des charges politiques.
En 1833, la consultation sur la révision du Pacte fédéral de 1815 dont la nouvelle version prévoit un pouvoir central fort, ravive les divisions entre le Haut et le Bas. Le 11 avril, une bagarre entre partisans et adversaires du nouveau pacte a lieu à Martigny. Le Haut, majoritaire à la Diète, l'emporte politiquement. Les forces du Bas, réformistes et unies pour la première fois, désirent une révision de la constitution cantonale. Leur pétition de 1834 est rejetée.
Les députés du Haut-Valais quittent la Diète en 1839 et mettent en place un second gouvernement à Sierre. La même année, l'épisode de la guerre du Fromage témoigne également des tensions.
Deux nouvelles constitutions sont adoptées en 1839. La première le 30 janvier, la seconde le 30 août. La Diète est renommée en Grand Conseil, chaque dizain envoyant un nombre de députés proportionnels à sa population. Ceux-ci sont nommés par le Conseil de dizain, ce qui en fait un système d'élection à deux degrés. Le titre de Grand Bailli est aboli et chaque corps de l'État, le Conseil d'État pour l'exécutif et le Grand Conseil pour le législatif, à nouveau séparés comme en 1802 ont chacun un président.
En 1840, le canton est sur le point de se diviser en deux demi-cantons ; Guillaume de Kalbermatten commandant de la garnison de Sion l'empêche. À la tête des troupes de la Vieille Suisse, il bat les conjurés de la Jeune Suisse lors du combat du Trient en 1844. Plusieurs conjurés, dont Maurice Barman, doivent s'exiler. Une nouvelle constitution est finalement ratifiée par le peuple la même année.
Une nouvelle Constitution est adoptée le 14 septembre 1844. C'est le triomphe des idées conservatrices, avec l'attaque contre la Jeune Suisse, le renforcement du rôle de l'Église et une juridiction d'exception contre les délits de presse.

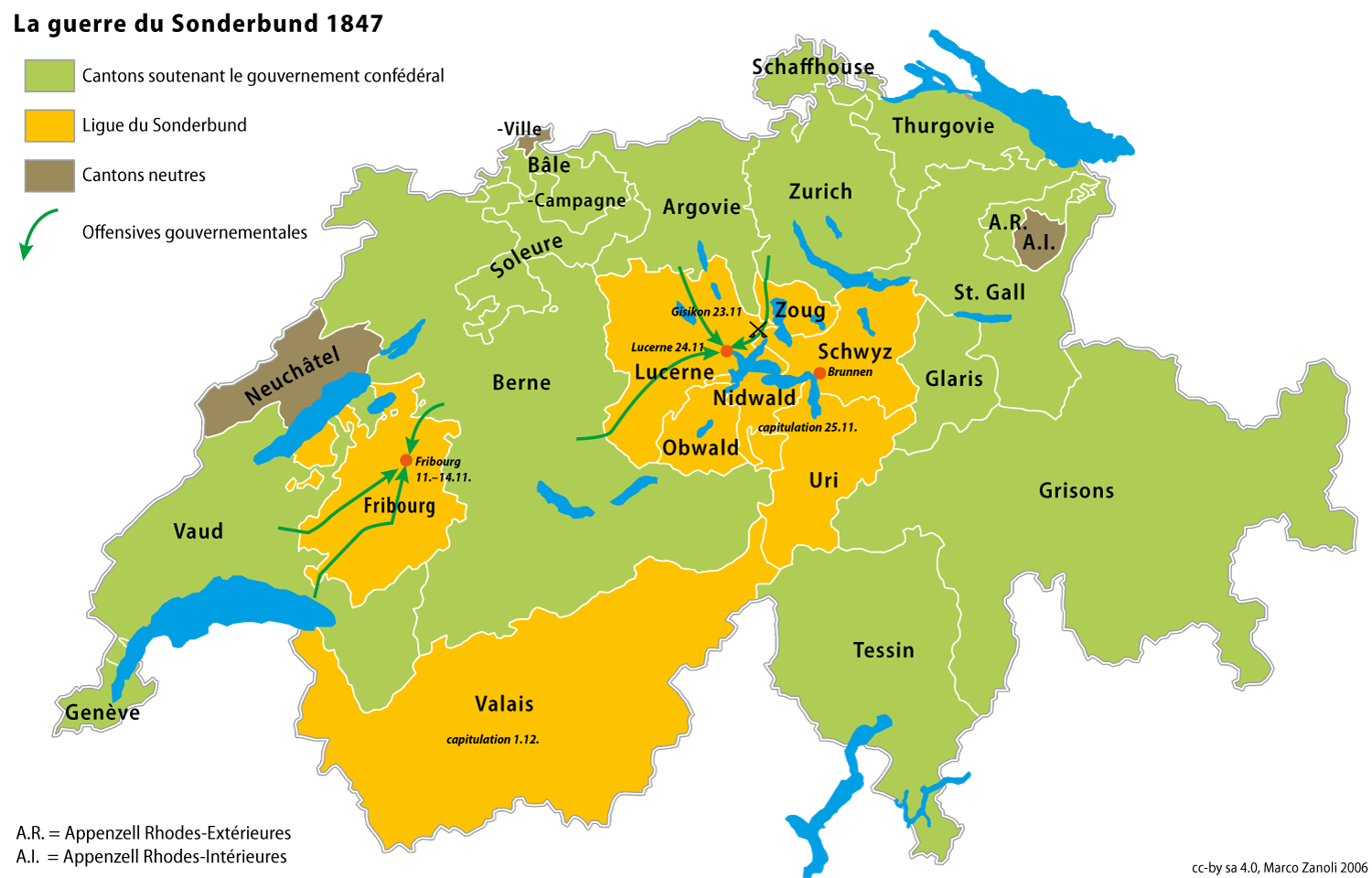
Les belligérants lors du Sonderbund

En 1845, le Valais rejoint les cantons catholiques membres du Sonderbund, créé en 1844. Peu après l'ordre de dissolution de l'alliance décidée par la Diète fédérale, alors que la guerre semble inévitable, Guillaume de Kalbermatten est pressenti pour commander les troupes de l'ensemble du Sonderbund, il refuse cette distinction et se contenta du commandement des troupes valaisannes. Néanmoins, le canton se rendit sans combattre en 1847 lors de l'arrivée des troupes fédérales commandées par le général Dufour. Le 30 novembre, 2 000 citoyens valaisans, réunis sur la place de la Planta à Sion destituent le gouvernement ; ils instaurent également des lois visant à diminuer l'influence des prélats catholiques sur la politique. Ainsi les Jésuites sont expulsés, le cumul de mandats religieux et civils est interdit et l'instruction publique est confiée à l'État. Les relations entre l'Église et l'État se normaliseront progressivement avec l'accession d'Alexis Allet au gouvernement cantonal, puis avec la nomination de l'évêque Adrien VI Jardinier en 1875 : un arrangement définitif est finalement signé en 1879.
Sous l'influence de Maurice Barman, de retour d'exil en 1847, le Valais se dote d'une nouvelle constitution en 1848.
C'est durant cette période que les derniers droits féodaux sont rachetés : ainsi Nendaz rachète ceux encore possédés par l'abbaye de Saint-Maurice d'Agaune en 1844, alors que l'ancienne seigneurie territoriale ne possédait plus la région depuis le XIIe siècle.

## L'industrialisation et la modernisation

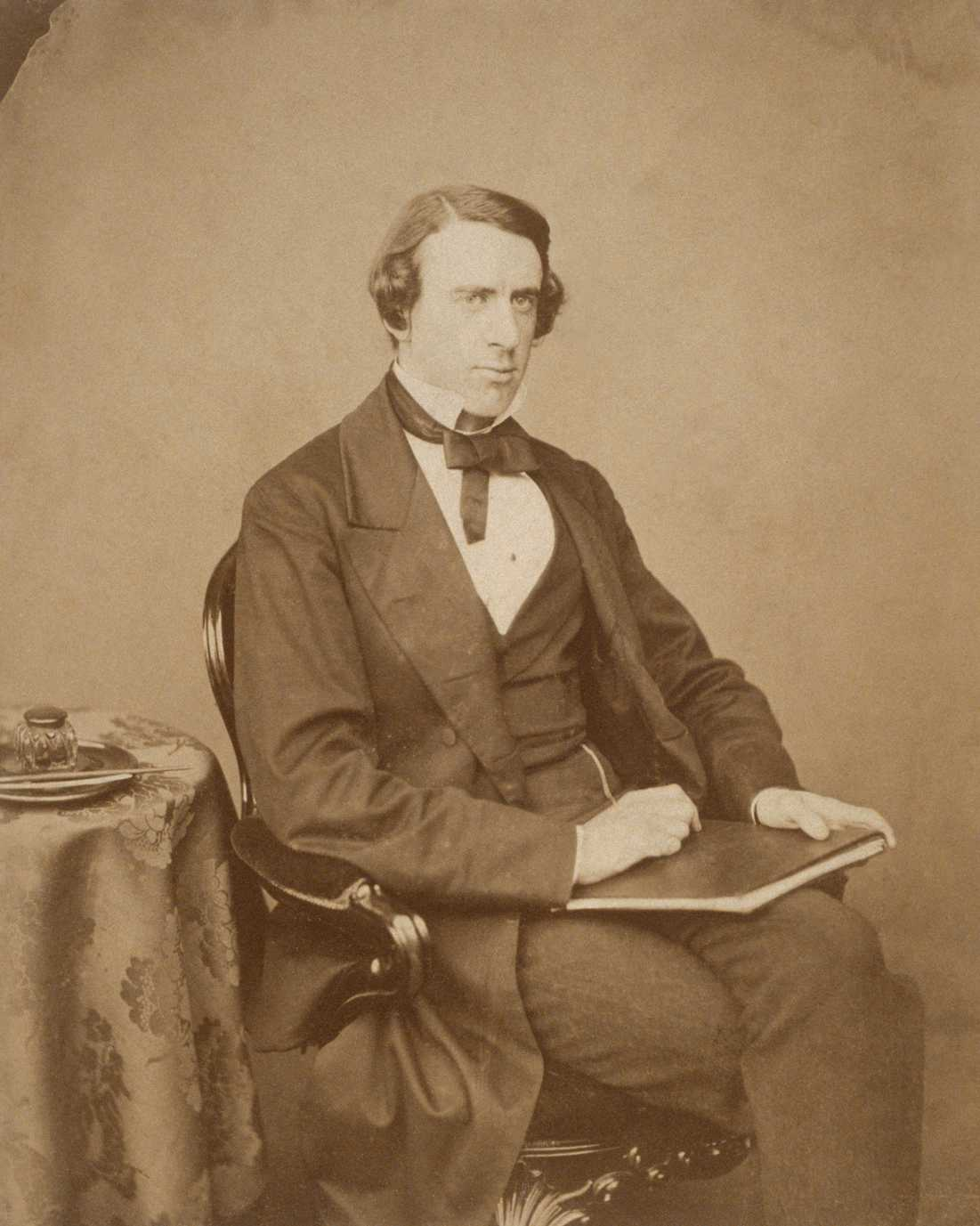
Sir Leslie Stephen, archétype de l'alpiniste romantique, vers 1860

Dès 1850, le tourisme se développe : des hôtels sont créés dans les vallées latérales (Zermatt, Arolla, Lötschental, etc.). C'est « l'âge d'or de l'alpinisme » ; des Anglais, comme Leslie Stephen, gravissent pour la première fois de nombreux sommets du canton, comme le Bietschhorn ou le Zinalrothorn.
L'arrivée du train au XIXe siècle (ligne du Tonkin et surtout ligne du Simplon) modifia l'équilibre linguistique du canton. L'allemand perdit de son importance au profit du français et les villes de Sion et Sierre redevinrent francophones. La ligne Viège — Zermatt, à voie métrique, est inaugurée en 1891, avant d'être prolongée jusqu'à Brigue en 1930.
L'industrialisation du pays progresse : l'industrie chimique fait son apparition avec l'ouverture de l'usine Ciba en 1904 à Monthey et les débuts de la métallurgie de l'aluminium ont lieu à Chippis en 1908.
En 1907 entre en vigueur une nouvelle Constitution cantonale.

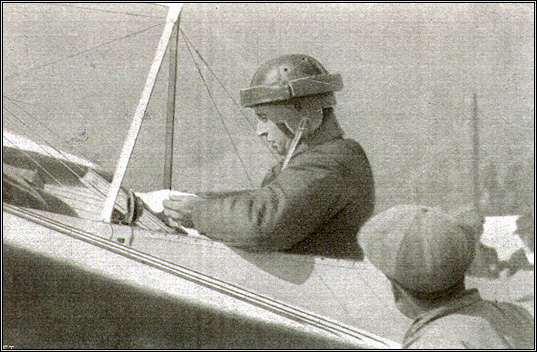
Géo Chavez sur son Bleriot à Brigue, 23 septembre 1910.

En 1910, Géo Chavez est le premier aviateur à franchir les Alpes par les airs, réussissant le trajet Brigue — Domodossola par le col du Simplon, mais se tuant à quelques mètres de son point d'atterrissage.
En 1913, une ligne Brigue — Berne est inaugurée, par le tunnel du Lötschberg inauguré en même temps.

La Grande-Dixence et ses 285 mètres de haut

En 1916, la ligne ferroviaire Brigue — Gletsch est inaugurée, par le tunnel sommital de la Furka, long de 1,8 km ; elle est prolongée en 1926 jusqu'à Disentis. En 1982, le tunnel de base de la Furka, long de 15,4 km, est inauguré et permet le ferroutage des voitures.
Le 25 janvier 1920, la constitution est révisée par l'introduction du scrutin proportionnel pour assurer une représentation plus équitable des partis au Grand Conseil, remplaçant le scrutin majoritaire en vigueur depuis toujours.
Durant la Seconde Guerre mondiale, le Valais se positionne comme un lieu stratégique au sein du réduit national, notamment sous la pression italienne au Sud et celle des troupes allemandes à la hauteur du Bouveret.
Le tremblement de terre de 1946 affecte particulièrement la région du Valais.
La deuxième moitié du XIXe siècle voit le développement du tourisme et dès 1950 de nombreuses stations se développent, devenant une part importante de l'économie régionale.
L'entrée du Valais dans la modernité est également marquée par l'endiguement du Rhône, dont la première phase a eu lieu entre 1863 et 1876. La décision avait été prise à la suite des terribles inondations de 1860 et les conséquences sur le trafic ferroviaire naissant. Une deuxième correction a lieu entre 1930 et 1960 et une troisième est en réalisation entre 2008 et 2030 (date de fin prévue).
Le XXe siècle voit aussi le développement de l'hydroélectricité. Ainsi le barrage de la Grande-Dixence est inauguré en 1961, noyant un ouvrage plus ancien de 1930. De nombreux autres barrages sont construits à la même époque.
Le Valais est le septième canton suisse à accorder sur le plan cantonal les droits de vote et d'éligibilité aux femmes suisses, le 12 avril 1970, presque un an avant qu'elles ne l'obtiennent au niveau fédéral. Après plusieurs tentatives infructueuses dont celle de Gabrielle Nanchen, élue en termes de suffrages exprimés mais non-élue car un candidat mieux placé qu'elle provenait du même district, Esther Waeber Kalbermatten est la première femme élue au gouvernement cantonal en 2009.
Le 11 mars 2007 la constitution est à nouveau modifiée : la compétence d'octroi du droit de cité est transférée de la commune bourgeoisiale à la commune municipale.
En 2016, un comité lance une récolte de signature pour une initiative populaire cantonale visant à la révision totale de la Constitution du canton. Déposée le 27 juillet, elle passe en votation populaire le 4 mars 2018. Les citoyens doivent se prononcer sur la révision totale de la Constitution, et l'opportunité de celle-ci par le Grand conseil ou une assemblée constituante, élue spécifiquement pour cela. Malgré l'opposition du PDC du bas, l'initiative et la constituante sont plébiscitées par le peuple, déclenchant des élections pour la fin de l'année. La nouvelle Assemblée constituante prête serment le 17 décembre 2018.